# 北海道大学
北海道大学（ほっかいどうだいがく、英語: Hokkaido University）は、北海道札幌市に本部を置く日本の国立大学である。1876年（明治9年）創立の札幌農学校を前身とする。国内の旧帝国大学7校の一つであり、THE大学ランキング日本版2022では国内第6位、社会貢献の取り組みを示すインパクトランキングでは世界10位・国内1位に数えられる。略称は北大（ほくだい）。

## 概観

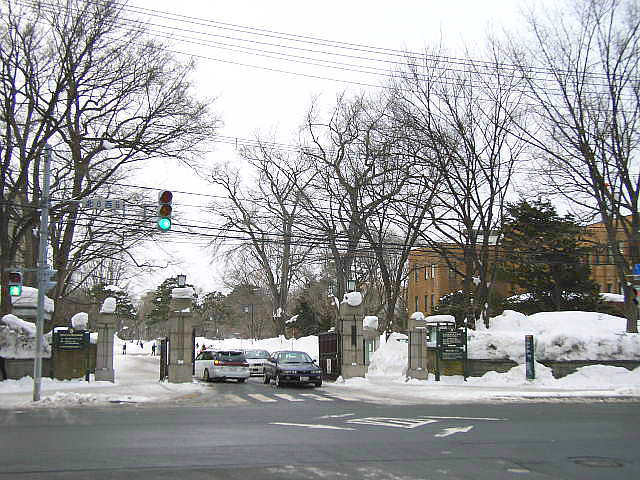
札幌キャンパス正門

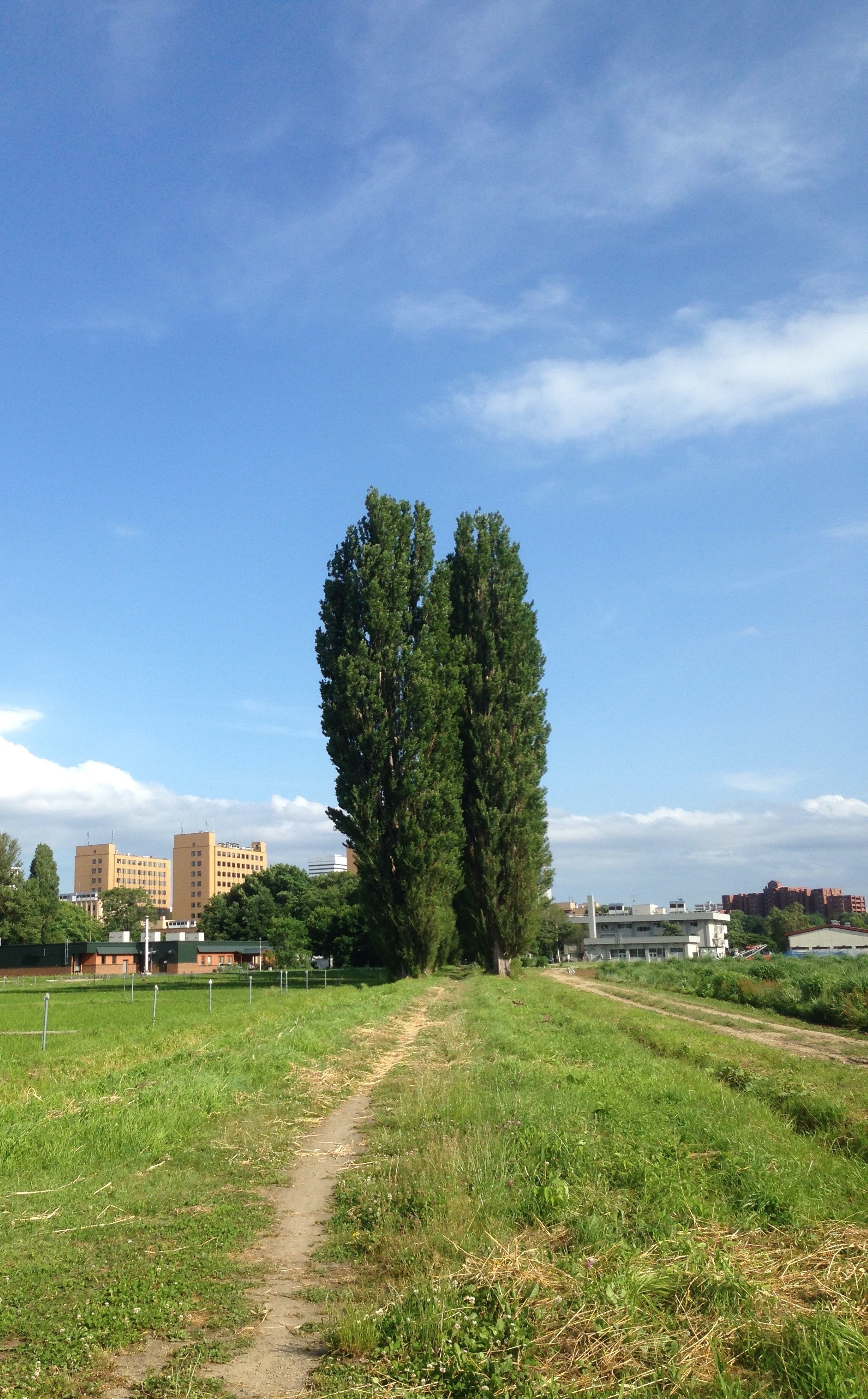
北大ポプラ並木（札幌キャンパス）

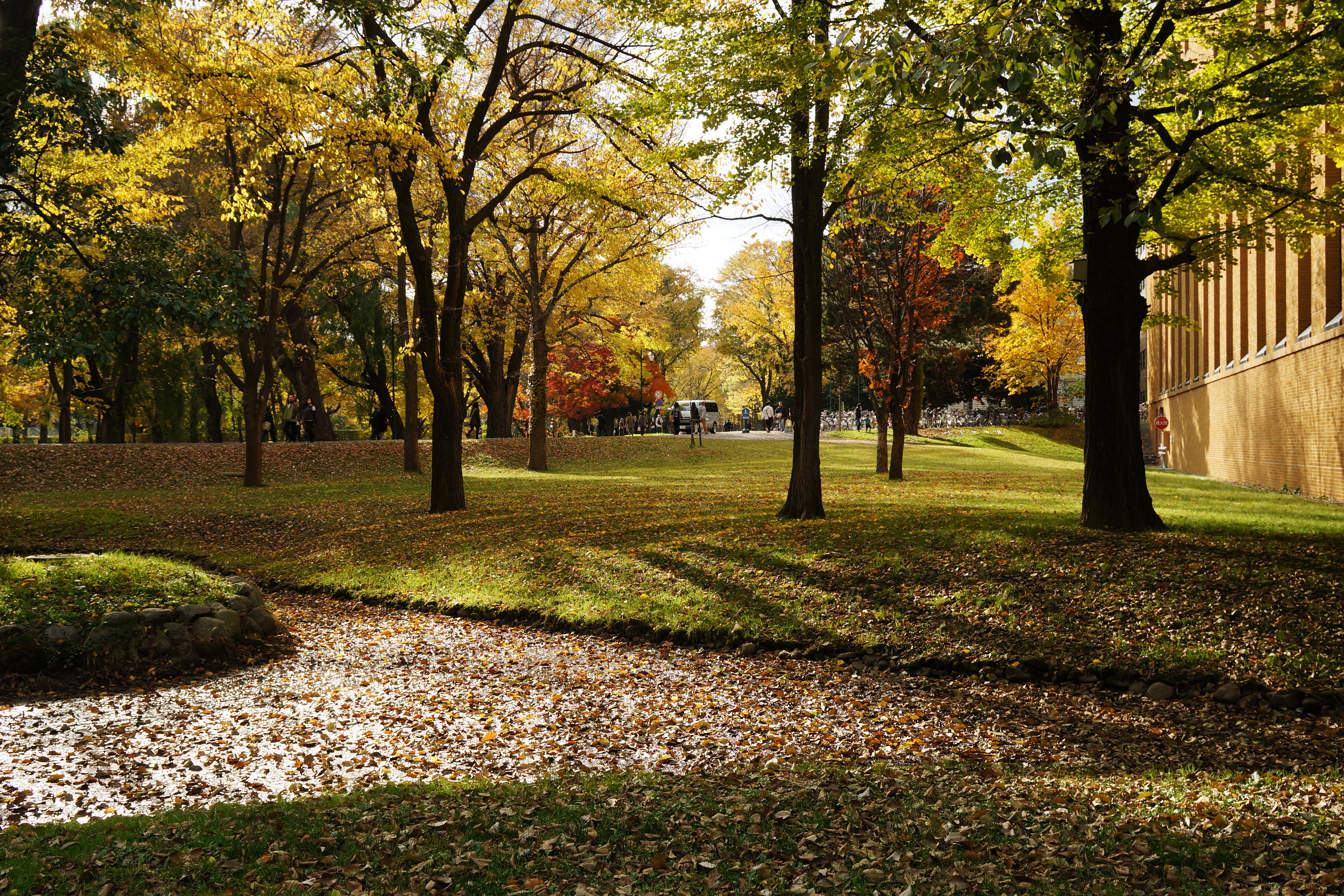
附属図書館本館付近（札幌キャンパス）

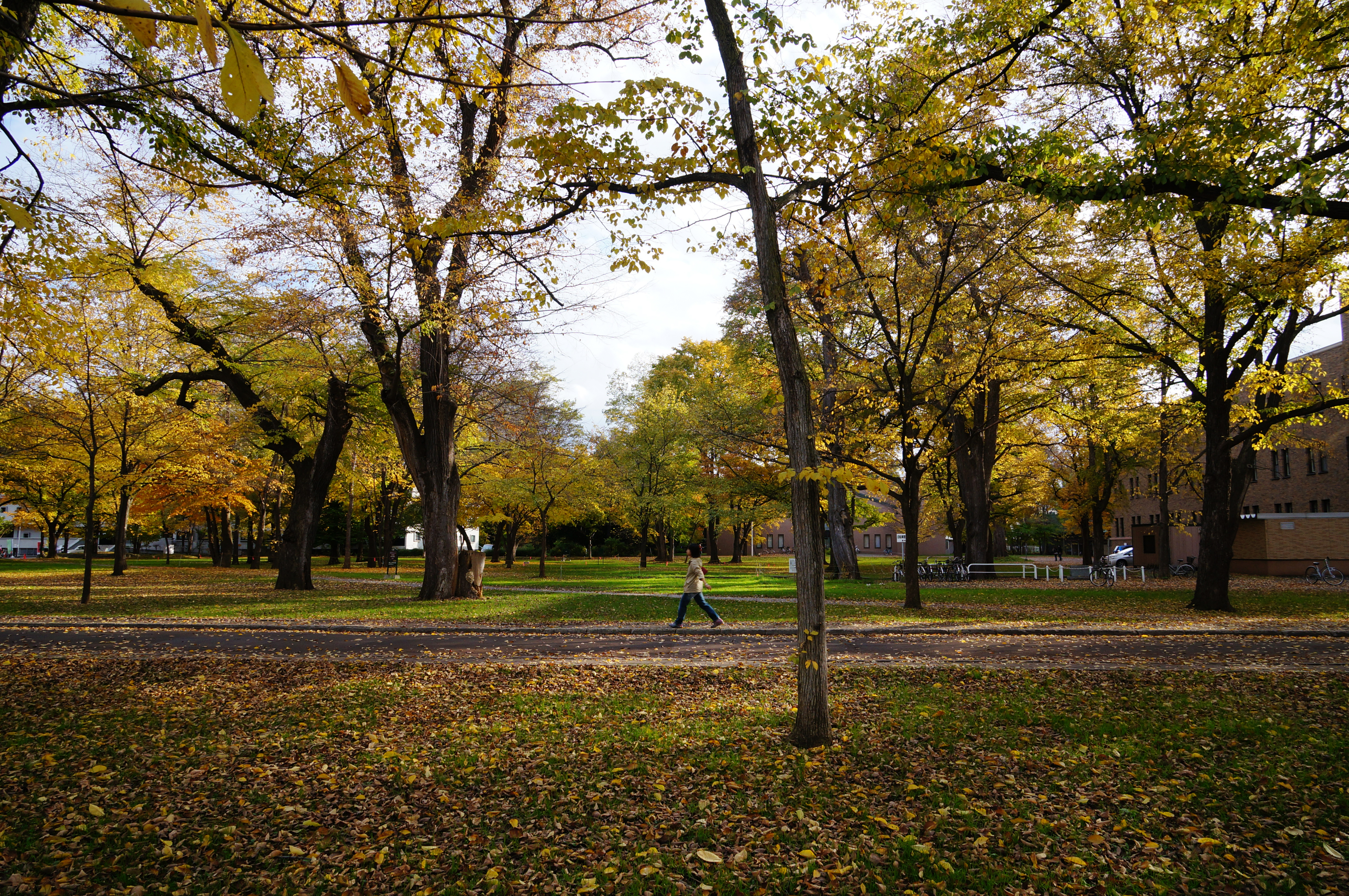
エルムの森（札幌キャンパス）

### 大学全体
札幌農学校の源流は1872年（明治5年）設立の開拓使仮学校（東京府芝）および同校が北海道札幌郡に1875年（明治8年）に移転・改称した札幌学校であるが、北海道大学の歴史で「前史」とされており、両校の開校日は、現在の北海道大学の創立記念日と位置付けられていない。大学全体としては学制（明治5年太政官布告第214号）の規定に基づく学士の称号の授与権限が付与された1876年（明治9年）を北海道大学の創基（創立）年としている。
札幌農学校はその後東北帝国大学農科大学（1907年）、北海道帝国大学（1918年）、太平洋戦争敗戦に伴い改組された新制大学である北海道大学（1947年）を経て、現在の国立大学法人北海道大学（2004年）に至る。現在の国立大学法人北海道大学は、創基以来4番目の組織再編とされており、北海道大学の時代区分においても、国立大学法人化以前の北海道大学とは区別されている。
2021年の時点で、北海道大学の卒業生で教員の鈴木章と教員ベンジャミン・リストの2名がノーベル化学賞を受賞している。2010年ノーベル賞受賞者根岸英一も北海道大学触媒科学研究所の特別教授として務めた。

### 建学理念・学風および特色
フロンティア精神、実学の重視、全人教育、国際性の涵養などが建学理念であり、現在も基本理念として掲げられている。
札幌農学校初代教頭（事実上の校長）であるウィリアム・スミス・クラーク（米国マサチューセッツ農科大学前学長）が、米国帰国にあたり札幌近くの島松（今の恵庭市と北広島市境界付近）で馬上から叫んだという「Boys, be ambitious.」（少年よ、大志を抱け）は、現在でも北海道大学のモットーとして受け継がれている。クラークは、札幌農学校の開校式において、「lofty ambition」（高邁なる大志）との言葉を発しており、開校および帰国に際していずれも大志との語を使っていることから、その信念が一貫していたことが分かる。
クラークが説いたキリスト教精神により、官立学校にもかかわらず学生の間で「イエスを信ずる者の誓約」が行われ、内村鑑三などのクリスチャンを生んだ。彼らは札幌バンドと呼ばれ、日本におけるプロテスタントの先駆者として活躍した。札幌農学校1期生の伊藤一隆は1876年（明治9年）、着任わずか2日後のクラーク立ち合いのもと、クラークの宿舎において英国国教会（CMS）の宣教師ウォルター・デニングが洗礼を授けた。キリスト教に関しては後に衰退していくが、伊藤一隆や内村鑑三らが引き継いでいくこととなった。現在でも北海道大学の校歌の旋律はキリスト教の賛美歌と同一である等、国立大学でありながらキリスト教の文化が残る一面も見受けられる。
このような札幌農学校の精神が、同大の基本理念に引き継がれている。「アイヌの父」として知られる英国聖公会宣教協会（CMS）の宣教師ジョン・バチェラーの邸宅も北海道大学植物園内に移築され、登録有形文化財になっている。
男女共同参画社会基本法に基づくポジティブ・アクションに取り組んでおり、全研究者の中の女性研究者比率が2020年までに20%になるよう努めるとする数値目標を掲げ推進している。北東アジア地域との連携を重視しており、大韓民国、台湾、中華人民共和国などの大学とも相互協定を結んでいることだけではなく、2005年4月12日に連携協力協定を締結した青年海外協力隊（JICA）へも定期的に隊員を送り出し、研修員を受け入れている。これは、同大学の建学の精神にも謳われている、国際性豊かな若者を育成することを重視しているためである。

## 沿革

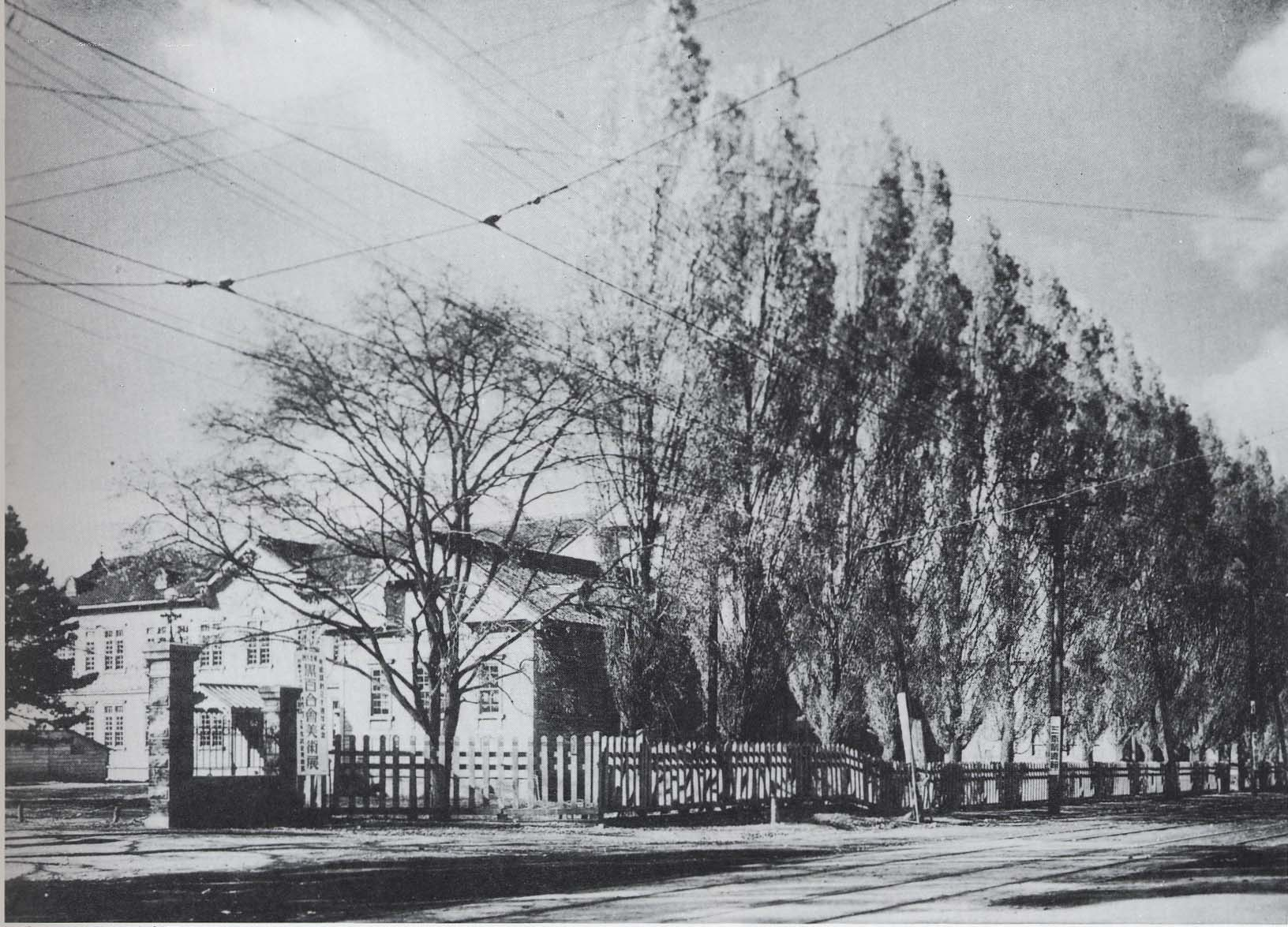
昭和9年（1934年）の北海道帝国大学正門

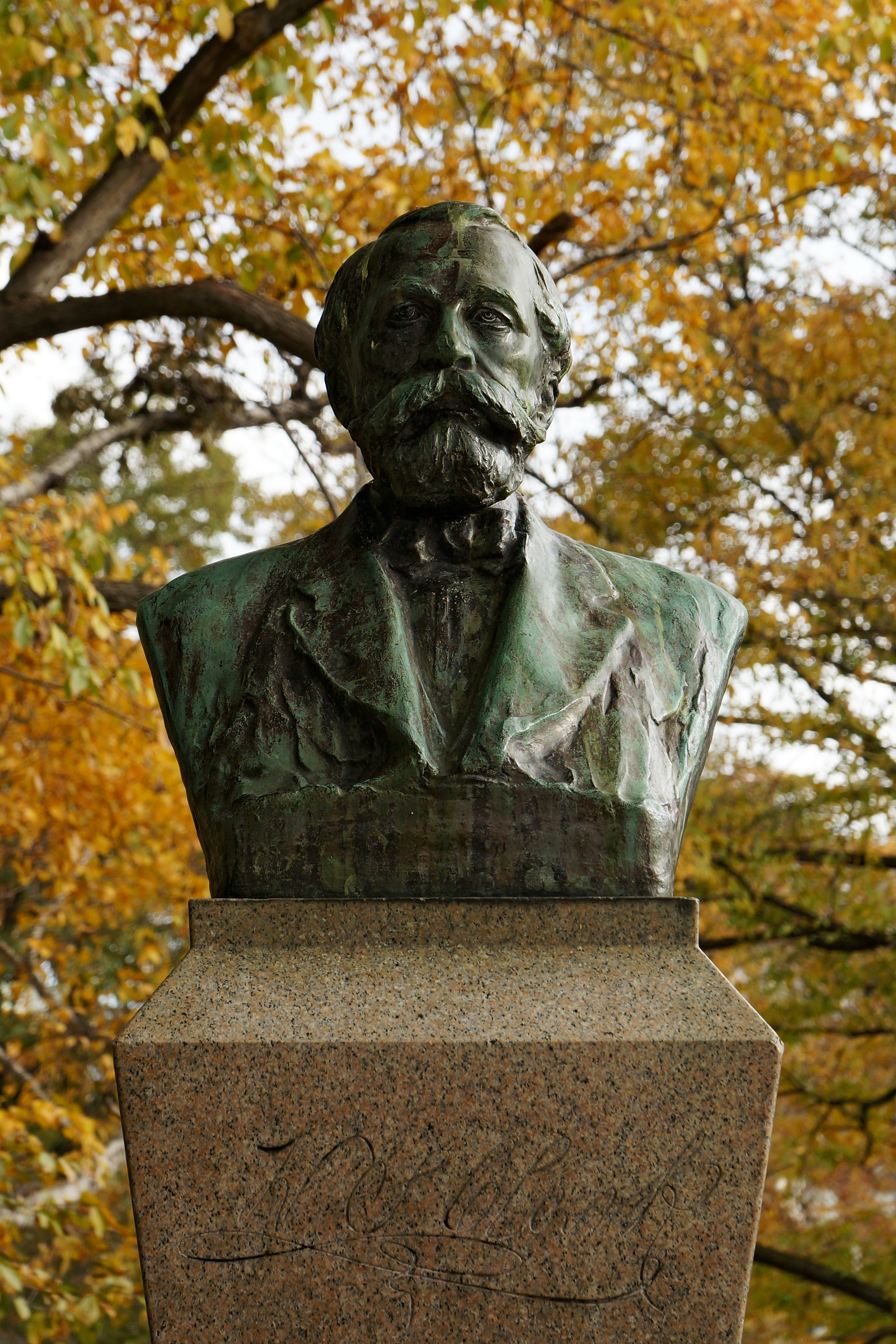
クラーク像

（沿革節の主要な出典は大学概要）

### 略歴
本節では、北海道大学が発行する大学概要に準拠し、1876年（明治9年）以降の沿革を「札幌農学校時代」「東北帝国大学農科大学時代」「北海道帝国大学時代」「北海道大学時代」「国立大学法人北海道大学時代」に分けて記す。

### （前史）
- 1872年：東京府芝の増上寺内に開拓使仮学校設置[17]。
- 1875年（明治8年）：仮学校を札幌学校と改称し、北海道石狩国札幌郡札幌に移転[17]。

### 札幌農学校時代
- 1876年（明治9年）7月31日：クラーク博士が教頭として札幌に着任[18]。8月14日専門科開校式挙行[19]（北海道大学開学記念日）。9月9日札幌学校を札幌農学校と改称[19]。
- 1878年（明治11年）：演武場（現在の札幌市時計台）が竣工[19]。
- 1881年（明治14年）：森源三（開拓権少書記官）が校長を兼務[19]。
- 1886年（明治19年）：植物園が竣工。
- 1888年（明治21年）：橋口文蔵が校長に就任。
- 1894年（明治27年）：佐藤昌介が校長に就任。

### 東北帝国大学農科大学時代
- 1907年（明治40年）：東北帝国大学設置の勅令公布。札幌農学校は札幌所在のまま東北帝国大学農科大学となり、予科を付設。

### 北海道帝国大学時代
- 1918年（大正07年）：北海道札幌区に「北海道帝国大学」設置。東北帝国大学農科大学が北海道帝国大学に移管。
- 1919年（大正08年）：北海道帝国大学農科大学を北海道帝国大学農学部と改め、新たに医学部を設置。
- 1921年（大正10年）：医学部附属医院設置（同年11月に診療開始）。
- 1922年（大正11年）：図書館を附属図書館と改称。
- 1924年（大正13年）：工学部を設置。
- 1930年（昭和05年）：理学部を設置。南鷹次郎が総長に就任。
- 1933年（昭和08年）：高岡熊雄が総長に就任。
- 1937年（昭和12年）：今裕が総長に就任。
- 1939年（昭和14年）：臨時附属医学専門部を設置。
- 1941年（昭和16年）：低温科学研究所を設置。
- 1943年（昭和18年）：大学院特別研究生制度実施。触媒研究所設置および超短波研究所を設置。
- 1945年（昭和20年）：事務局および学生部設置、伊藤誠哉が総長に就任。
- 1946年（昭和21年）：超短波研究所を応用電気研究所と改称。

### 北海道大学時代
- 1947年（昭和22年）：4月に法文学部を設置、10月に北海道大学へ名称変更。
- 1949年（昭和24年）：学制改革により旧制専門学校である函館水産専門学校と、予科を吸収して新制大学となる。法文・教育・理・医・工・農・水産学部を設置。
- 1950年（昭和25年）：結核研究所設置[20]。法文学部を文学部と法経学部に分離。GHQ民間情報教育局の教育顧問ウォルター・C・イールズが、レッドパージの一環として“共産主義者の教授を学内から追放すべし”と講演。これに抗議した学生10人が停学・退学などの処分を受ける「イールズ事件」が起きる。
- 1952年（昭和27年）：農学部獣医学科を獣医学部に昇格・設置。
- 1953年（昭和28年）：法経学部を法学部と経済学部に分離。
- 1954年（昭和29年）：杉野目晴貞が学長に就任。8月、大学グラウンドが第9回国民体育大会ホッケー競技会場となった[21]。
- 1955年（昭和30年）：大学院に医学研究科を設置。
- 1957年（昭和32年）：一般教養部を教養部と改称。
- 1958年（昭和33年）：大学院に薬学研究科を設置。
- 1961年（昭和36年）：工業教員養成所設置（1969年に廃止）。
- 1965年（昭和40年）：薬学部を設置。
- 1966年（昭和41年）：古市二郎が学長に就任。
- 1967年（昭和42年）：歯学部を設置。
- 1967年（昭和42年）：堀内寿郎が学長に就任。
- 1969年（昭和44年）
  - 附属図書館に教養分館を設置。
  - 5月：革マル派学生らが教養部本館をバリケード封鎖。翌年1月4日に封鎖が解除されるまで教養部の授業が休講状態になる[22]。
- 1970年（昭和45年）：大型計算機センター（全国共同利用施設）を設置。
- 1971年（昭和46年）：丹羽貴知蔵が学長に就任。
- 1972年（昭和47年）：保健管理センターおよび体育指導センターを設置。
- 1974年（昭和49年）：大学院に歯学研究科を設置。
- 1975年（昭和50年）：今村成和が学長に就任。
- 1977年（昭和52年）：大学院に環境科学研究科（独立研究科）を設置。
- 1978年（昭和53年）：スラヴ人が多く住むソ連（現在のロシア連邦など）に近い立地を生かして、スラブ研究センター（後にスラブ・ユーラシア研究センターへ改称）設置[23]。およびアイソトープ総合センターを設置。
- 1979年（昭和54年）：情報処理教育センターおよび機器分析センターを設置。
- 1980年（昭和55年）：医療技術短期大学部を設置。
- 1981年（昭和56年）：言語文化部設置および実験生物センターを設置。有江幹男が学長に就任。
- 1985年（昭和60年）：遺伝子実験施設を設置。
- 1987年（昭和62年）：伴義雄が学長に就任。
- 1989年（平成元年）：触媒化学研究センター（全国共同利用施設）を設置する（触媒研究所は廃止）。
- 1990年（平成2年）：スラブ研究センターが全国共同利用施設に改組。
- 1991年（平成3年）：留学生センター設置、量子界面エレクトロニクス研究センター設置、廣重力が学長に就任。
- 1992年（平成4年）：応用電気研究所が電子科学研究所に改組。
- 1993年（平成5年）：大学院に地球環境科学研究科（独立研究科）を設置する。（大学院の環境科学研究科を廃止）
- 1994年（平成6年）：エネルギー先端工学研究センターを設置、鈴木章が名誉教授に就任。
- 1995年（平成7年）：総長に丹保憲仁が就任。教養部廃止、高等教育機能開発総合センター設置、低温科学研究所が全国共同利用施設に改組、大学院の理学研究科、獣医学研究科が大学院講座制に移行（いわゆる大学院重点化）、環境保全センター設置、附属図書館の教養分館を北分館と改称する。
- 1996年（平成8年）：先端科学技術共同研究センターおよびベンチャー・ビジネス・ラボラトリー設置。
- 1997年（平成9年）：大学院の工学研究科が大学院講座制に移行。
- 1998年（平成10年）：大学院の薬学研究科が大学院講座制に移行。
- 1999年（平成11年）：大学院の農学研究科が大学院講座制に移行、情報メディア教育研究総合センター設置（情報処理教育センター廃止）、総合博物館を設置。
- 2000年（平成12年）：大学院に国際広報メディア研究科（独立研究科）を設置、遺伝子病制御研究所設置（免疫科学研究所改組および医学部附属癌研究施設廃止）、北ユーラシア・北太平洋地域研究センターを設置。
- 2001年（平成13年）：総長に憲法学者中村睦男が就任。量子集積エレクトロニクス研究センターを設置（量子界面エレクトロニクス研究センターは廃止）。
- 2002年（平成14年）：創成科学研究機構を設置、練習船うしお丸を新設326（北星丸は廃止）。
- 2003年（平成15年）：医学部附属病院と歯学部附属病院を北海道大学病院として統合する。情報基盤センターを設置（大型計算機センター、情報メディア教育研究総合センター廃止）。脳科学研究教育センターを設置。医学部保健学科を設置。知的財産本部を設置。

### 国立大学法人北海道大学時代
- 2004年（平成16年）：国立大学法人法の規定により国立大学法人となる。医療技術短期大学部が医学部保健学科に昇格する。法科大学院を設置。
- 2005年（平成17年）：大学文書館を設置、公共政策大学院および会計専門職大学院を設置。『北海道大学環境方針』を策定。
- 2006年（平成18年）：薬学教育6年制移行により、薬学部薬学科を6年制に移行、総合薬学科廃止の上4年制学科の薬科学科を設置。
- 2007年（平成19年）：佐伯浩が総長に就任。
- 2010年（平成22年）：鈴木章名誉教授がノーベル化学賞を受賞（北海道大学出身者初の受賞）。
- 2011年（平成23年）：入試制度改編、「総合入試」がスタートする。
- 2012年（平成24年）：大学が運営を委託された大学入試センター試験で試験問題の配付ミスが発生、さらに公表もしなかった事実が発覚した[24]。
- 2013年（平成25年）：山口佳三が総長に就任。「新渡戸カレッジ」創設。
- 2015年（平成27年）：「高等教育研修センター」[注釈 4]を開設、教職員等の研修プログラムの開発と実施を一元化[26]。「北海道大学近未来戦略150」(2014年3月策定）に則り、この年から従前の大学院組織を教育組織の「学院」と教員（研究）組織の「研究院」に分離した再編が段階的に行われる[27][28]。
- 2016年（平成28年）：共用機器管理センターを拡充して「グローバルファシリティセンター」(GFC) を設立[29]。
- 2017年（平成29年）：名和豊春が総長に就任[30]。2018年実施に向け、国際バカロレア等を用いた｢国際総合入試」の準備[26]。
- 2020年（令和2年）
  - 6月：名和豊春総長が、パワーハラスメントがあったとして解任される[31]。
  - 10月：寳金清博が総長に就任。
- 2026年（令和8年）夏：安藤忠雄による図書館プロジェクト「こども本の森」6か所目が北大正門近くに開設予定（運営は札幌市）

。 

## 基礎データ

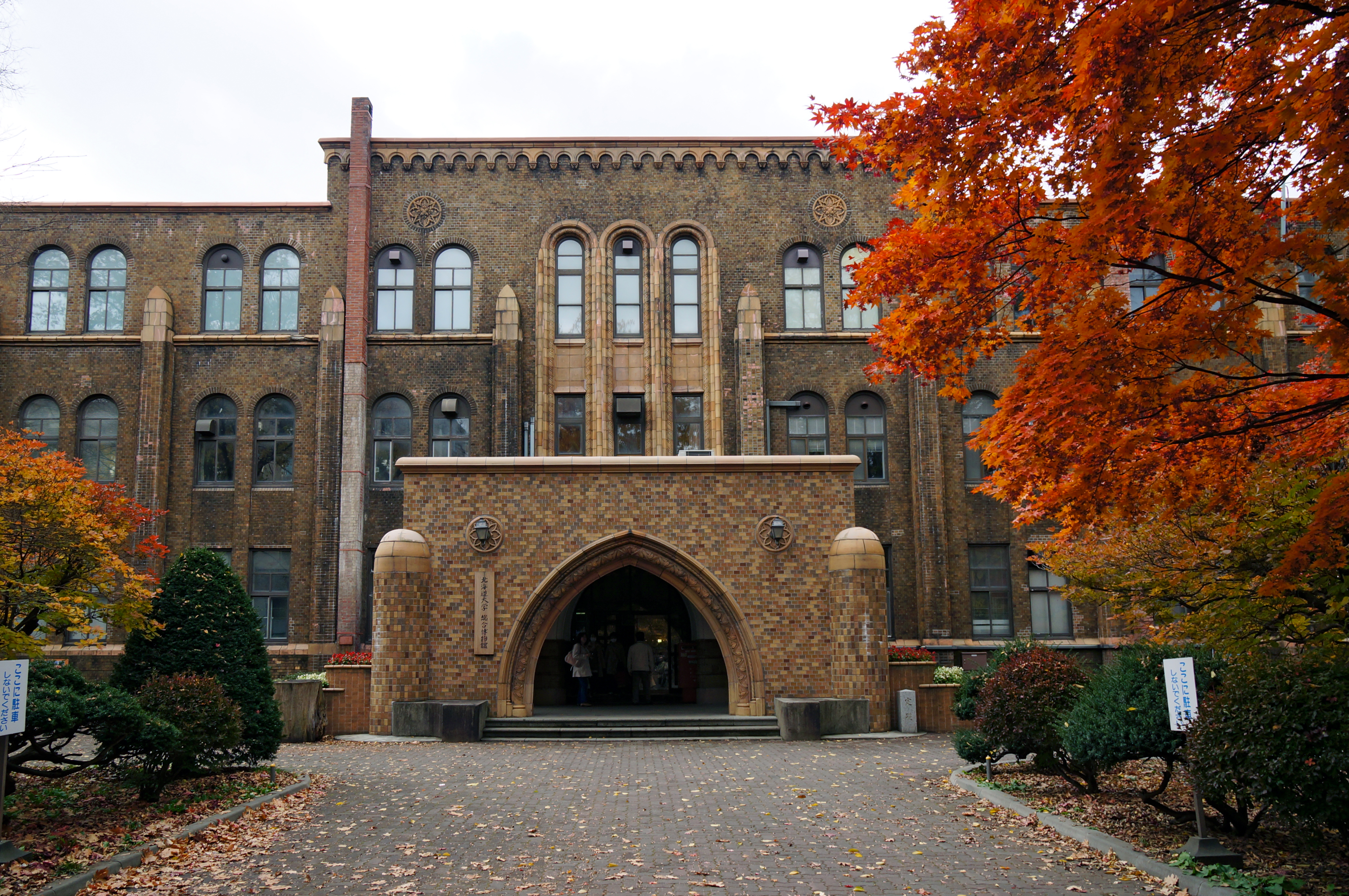
総合博物館（旧理学部本館）

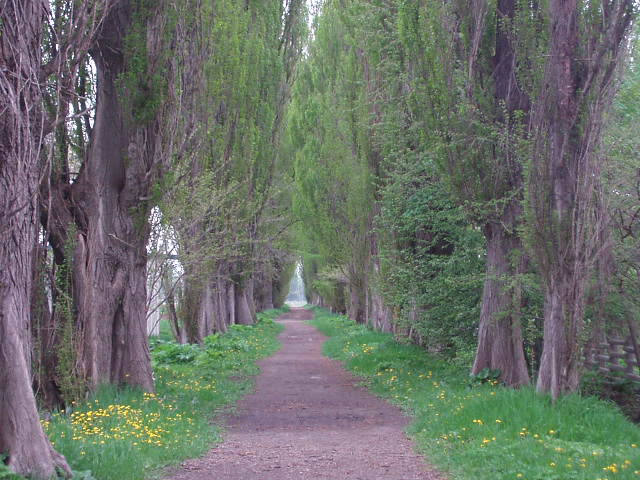
ポプラ並木

北海道大学は、国立大学としては最多の12学部・19大学院を設置し、大学の総敷地面積としては国内最大の規模（660平方キロメートル）であり、全国の大学が所有する土地面積の4割超を有する。

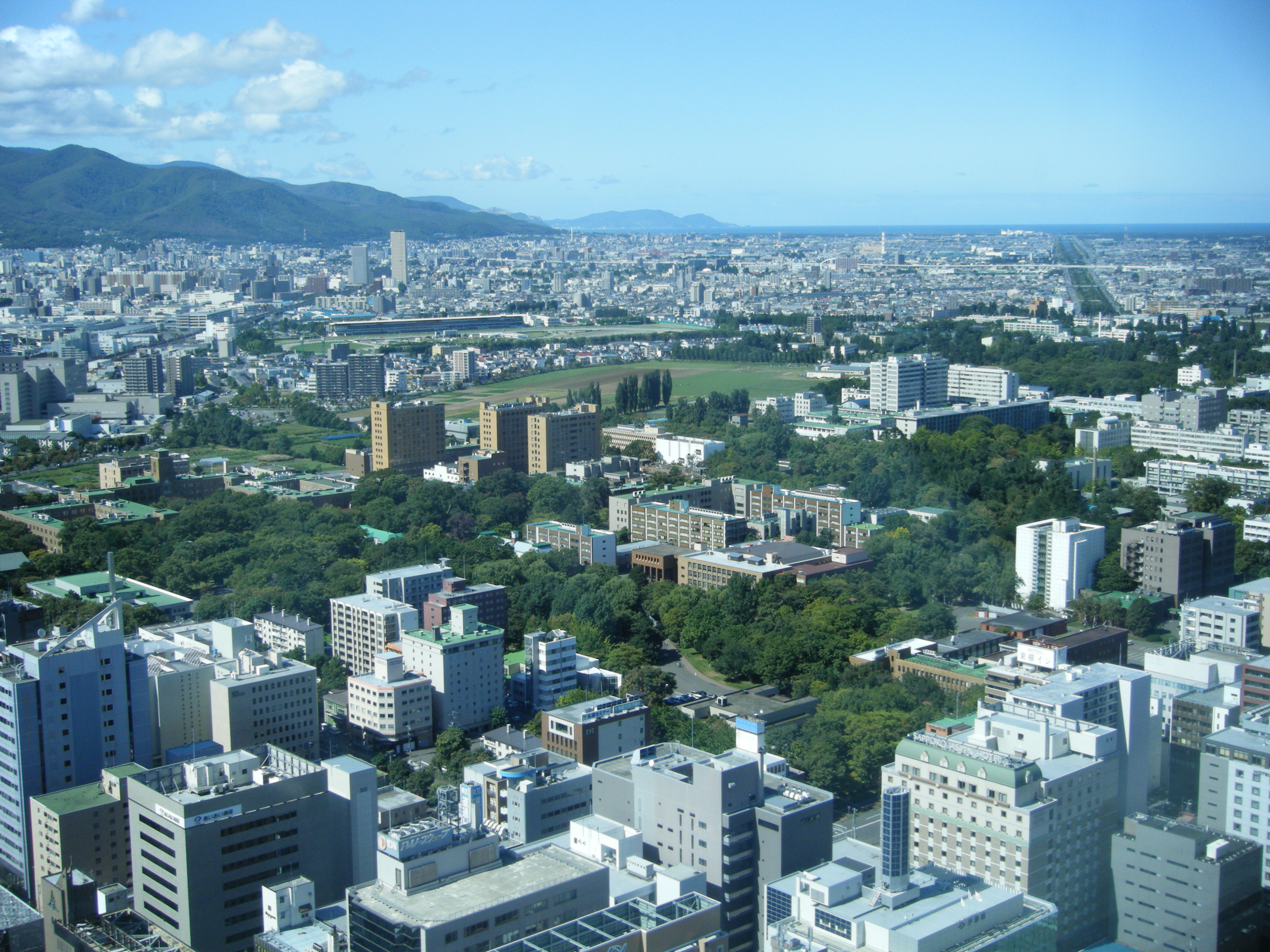
北海道大学俯瞰図（2009年9月）

### 所在地
- 札幌キャンパス（北海道札幌市北区）
- 函館キャンパス（北海道函館市港町3-1-1）

### 象徴

#### 校章

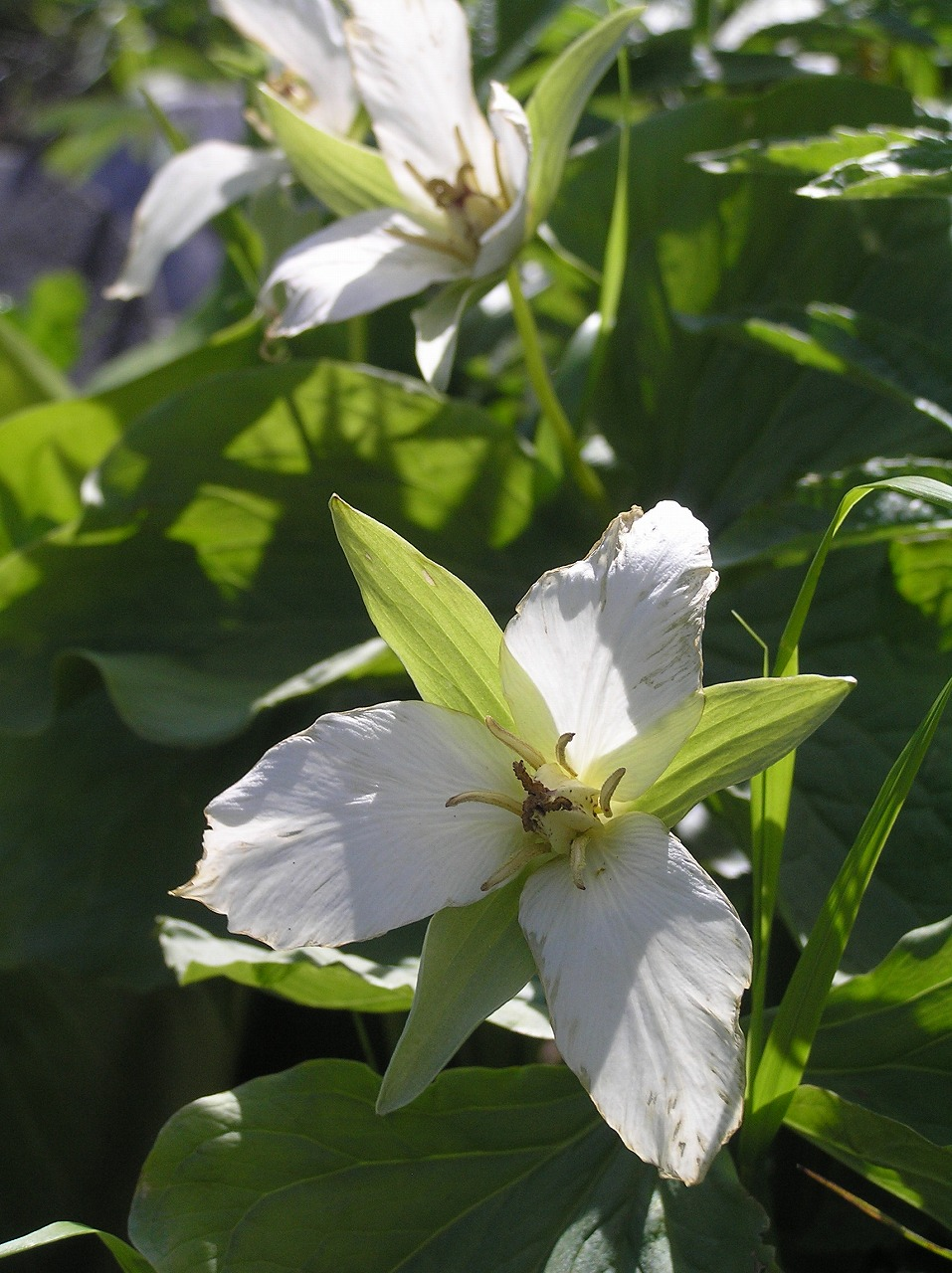
校章に採用されているオオバナノエンレイソウ (Trillium kamtschaticum)

校章はキャンパス内に自生するオオバナノエンレイソウ（ユリ科トリリウム属の多年草）を図案化したもの。1950年（昭和25年）の公募による入選作を、創基120周年を機に修正を加え、1996年（平成8年）9月にシンボルマークとして決定された。起源について、恵迪寮のシンボルマークから発祥説と、ラグビー部のシンボルマークから発祥説がある。

オオバナノエンレイソウをモチーフにした校章の起源といわれる恵迪寮の寮章

#### スクールカラー
従来より北大の緑豊かなキャンパスを表すグリーンがスクールカラーとして慣例的に使用されていたが、2009年（平成21年）9月に、詳細な色指定をもって正式にスクールカラーとして定められた。プロセスカラーはシアン80%、マゼンタ10%、イエロー100%、ブラック30%。

#### ロゴタイプ
2009年（平成21年）7月にロゴタイプオンライン投票が実施され、その結果をもとに同年9月に制定された。

#### 校歌
校歌は『永遠の幸』（とこしえのさち）と題し、札幌農学校時代に作られた。作詞者は有島武郎。米国人作曲家ジョージ・F・ルートが1863年に作曲した "Tramp!Tramp!Tramp!" が原曲。この曲はアメリカ合衆国が南北戦争の時代に北軍の行進曲として歌われ、南軍でも歌われていた。歌詞を変えてアイルランドでも流行した。南北戦争後、米国の各大学でも学生歌に用いられていたものを納所弁次郎が選曲したといわれている。旧制の国立学校校歌としては特異な成り立ちであり、旧帝大においては唯一の「校歌」である。
歌詞は大和田建樹が校閲したため、作詞者の欄に有島とともに併記されることもある。
有島が作詞をしたのは1900年（明治33年）頃であり、1900年（明治33年）に行われた創立25周年記念祝賀会で歌われたとする資料がある。当時有島は農学校の学生であったため、現在でも校歌作詞者を記す時には「有島武郎君作歌」というように「君」付けで表記されることが多い。
原曲の"Tramp! Tramp! Tramp!"は、キリスト教の賛美歌にも使われ、日本においては、日本福音連盟『新聖歌』（2001年版）の186番、救世軍歌（1997年版）の108番などにその例が見られる。
"Tramp! Tramp! Tramp!"を原曲とする曲としては、同志社大学の応援歌『若草萌えて』や童謡の『船乗りの夢』、アイルランド準国歌『神よアイルランドを守り給え』も該当する。

#### 寮歌
北海道大学には現在も『都ぞ弥生』（みやこぞやよい）をはじめとする寮歌が歌い継がれている。大学の公式の寮である恵迪寮では、1907年から2018年現在まで原則、年に1曲ずつ寮歌が作成されている。

#### 花
学校の花はオオバナノエンレイソウで、校章のモチーフとなっている。

## 教育および研究

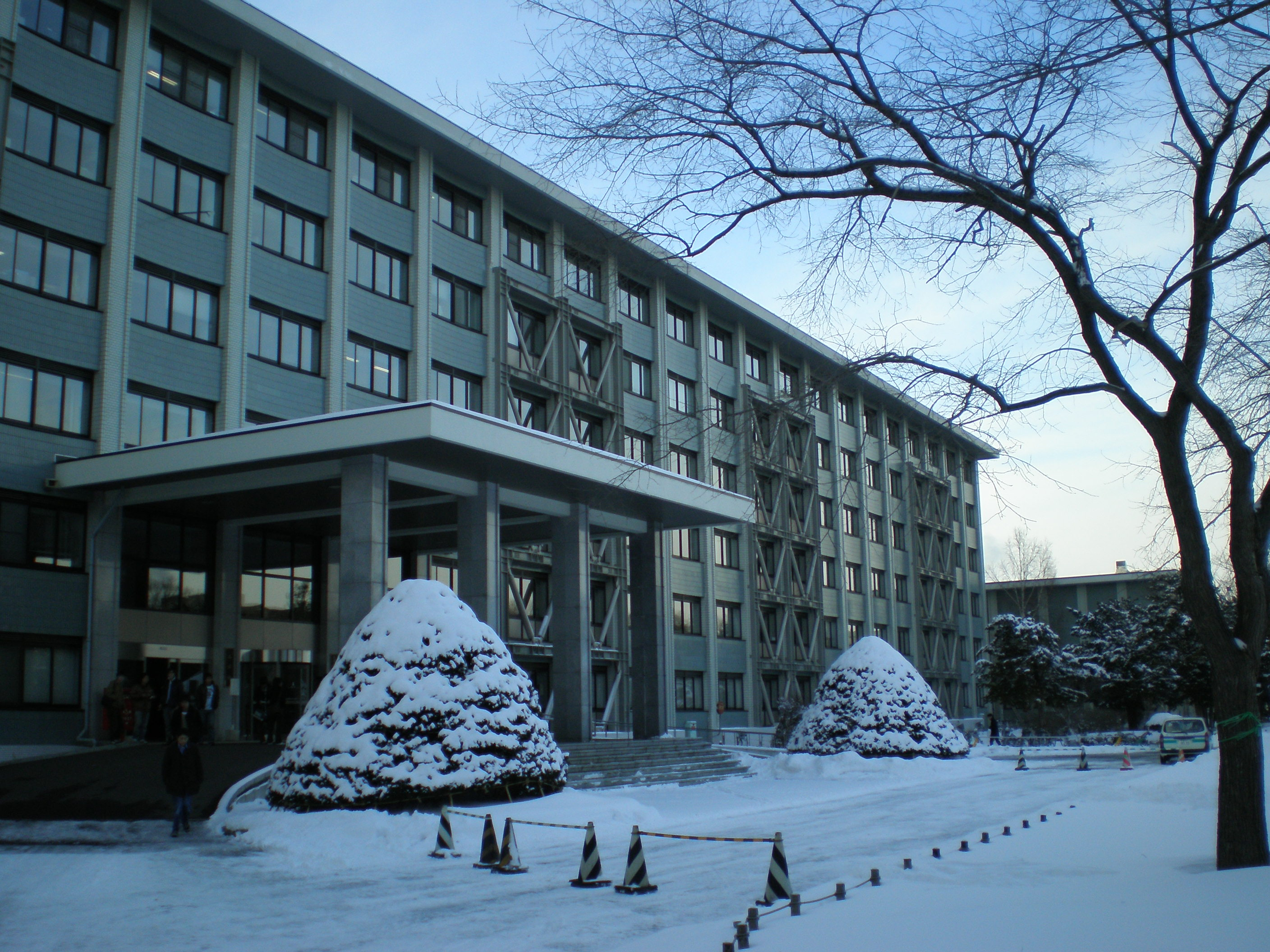
工学部棟（札幌キャンパス）

### 組織

#### 学部
- 札幌農学校時代よりリベラルアーツ教育を重視している北海道大学では、東京大学の進学選択制度に似た「移行制度」を基本としている。
- 1995年度より「移行制度」を取りやめ新たに「学部別入試」を採用したが、教養教育を重視する北海道大学においては実情に合わず、2011年度より「総合入試」制度として移行制度が復活した（学部別入試は縮小の上存置）。
- 「総合入試」では、「文系」「理系」の2分野で募集し、2年次に成績と学生の希望に基づいて所属学部を決定する。学生の成績によっては希望の学部に所属できないこともあり、希望学部に所属するためにあえて原級を選ぶケースもある。総合入試による入学者は、文系から理系学部、理系から文系学部への移行も可能。

##### 文系
- 文学部[注釈 6]
  - 人文科学科
    - 哲学・文化学コース
    - 歴史学・人類学コース
    - 言語・文学コース
    - 人間科学コース
- 教育学部[注釈 7]
  - 教育学科
- 法学部[注釈 8]
  - 法学課程
    - 法専門職コース
    - 総合法政コース
- 経済学部[注釈 9]
  - 経済学科[注釈 10]
  - 経営学科[注釈 11]

##### 理系
- 理学部[注釈 12]
  - 数学科[注釈 13]
  - 物理学科[注釈 14]
  - 化学科[注釈 15]
  - 生物科学科[注釈 16]
    - 生物学専修分野
    - 高分子機能学専修分野

  - 地球惑星科学科[注釈 17]（地球科学科から2011年度より名称変更）
- 医学部
  - 医学科[注釈 18]（6年制）
  - 保健学科[注釈 19]
    - 看護学専攻
    - 放射線技術科学専攻
    - 検査技術科学専攻
    - 理学療法学専攻
    - 作業療法学専攻
- 歯学部
  - 歯学科[注釈 20]（6年制）
- 薬学部
  - 薬学科[注釈 21]（6年制）
  - 薬科学科[注釈 22]（4年制）
- 工学部[注釈 23]
  - 応用理工系学科[注釈 24]
    - 応用物理工学コース
    - 応用化学コース
    - 応用マテリアル工学コース

  - 情報エレクトロニクス学科[注釈 25]
    - 情報理工学コース
    - 電気電子工学コース
    - 生体情報コース
    - メディアネットワークコース
    - 電気制御システムコース

  - 機械知能工学科[注釈 26]
    - 機械情報コース
    - 機械システムコース

  - 環境社会工学科[注釈 27]
    - 社会基盤学コース
    - 国土政策学コース
    - 建築都市コース
    - 衛生環境工学コース
    - 資源循環システムコース
- 農学部[注釈 28]
  - 生物資源科学科[注釈 29]
  - 応用生命科学科[注釈 30]
  - 生物機能化学科[注釈 31]
  - 森林科学科[注釈 32]
  - 畜産科学科[注釈 33]
  - 生物環境工学科[注釈 34]
  - 農業経済学科[注釈 35]
- 獣医学部
  - 共同獣医学課程[注釈 36]（6年制）
- 水産学部[注釈 37]
  - 海洋生物科学科[注釈 38]
  - 海洋資源科学科[注釈 39]
  - 増殖生命科学科[注釈 40]
  - 資源機能化学科[注釈 41]

##### その他
- 総合教育部（2011年度から、入学者は全員「総合教育部」に所属することになった。総合教育部では、文系、理系のそれぞれでカリキュラムが統一されている。1年間、教養教育と基礎教育を学び、各学部に進む。）
- 現代日本学プログラム課程（留学生だけ入学可能であり、全ての授業は英語で行われる。他大学の教養学部に相当。）
- Integrated Science Program (ISP)（留学生だけ入学可能であり、全ての授業は英語で行われる。学士・修士一貫制。）

#### 研究科
- 文学院/文学研究院（修士課程・博士後期課程）
  - 人文学専攻
  - 人間科学専攻
- 法学研究科/法科大学院
  - 法学政治学専攻（修士課程・博士後期課程）
  - 法律実務専攻（法科大学院）
  - 附属高等法政教育研究センター
- 経済学院/経済学研究院
  - 現代経済経営専攻（修士課程・博士後期課程）
  - 会計情報専攻（会計専門職大学院[43]）
- 医学院/医学研究院
  - 医科学専攻（修士課程）
  - 医学専攻（博士課程）
- 附属動物実験施設
- 歯学院/歯学研究院
  - 口腔医学専攻（博士課程）
- 工学院/工学研究院（修士課程・博士後期課程）
  - 応用物理学専攻
  - 有機プロセス工学専攻
  - 生物機能高分子専攻
  - 物質化学専攻
  - 材料科学専攻
  - 機械宇宙工学専攻
  - 人間機械システムデザイン専攻
  - エネルギー環境システム専攻
  - 量子理工学専攻
  - 環境フィールド工学専攻
  - 北方圏環境政策工学専攻
  - 建築都市空間デザイン専攻
  - 空間性能システム専攻
  - 環境創生工学専攻
  - 環境循環システム専攻
- 獣医学院/獣医学研究院（博士課程）
  - 獣医学専攻
  - 附属動物病院
- 情報科学院/情報科学研究院（修士・博士後期課程）
  - 情報理工学専攻
  - 情報エレクトロニクス専攻
  - 生命人間情報科学専攻
  - メディアネットワーク専攻
  - システム情報科学専攻
- 水産科学院/水産科学研究院（博士前期課程・博士後期課程）
  - 海洋生物資源科学専攻
  - 海洋応用生命科学専攻
- 環境科学院/地球環境科学研究院（修士課程・博士後期課程）
  - 環境起学専攻
  - 地球圏科学専攻
  - 生物圏科学専攻
  - 環境物質科学専攻
- 理学院/理学研究院
  - 数学専攻
  - 物性物理学専攻
  - 宇宙理学専攻
  - 自然史科学専攻
  - 附属地震火山研究観測センター
  - 附属原子核反応データ研究開発センター
  - 附属ゲノムダイナミクス研究センター
- 薬学研究院（生命科学院・先端生命科学研究院に改組）
- 農学院、農学研究院（修士課程・博士後期課程）
  - 共生基盤学専攻
  - 生物資源科学専攻
  - 応用生物科学専攻
  - 環境資源学専攻
- 生命科学院/先端生命科学研究院
  - 生命科学専攻（修士課程）
  - 臨床薬学専攻（4年制博士課程）
- 教育学院/教育学研究院（修士課程・博士後期課程）
  - 教育学専攻
  - 附属子ども発達臨床研究センター
- 国際広報メディア・観光学院、メディア・コミュニケーション研究院（修士課程・博士後期課程）
  - 国際広報メディア専攻
  - 観光創造専攻
- 保健科学院/保健科学研究院（修士課程・博士後期課程）
  - 保健科学専攻
- 公共政策学教育部・公共政策学連携研究部（公共政策大学院）
  - 公共政策学専攻
- 総合化学院（修士課程・博士後期課程）
  - 総合化学専攻

#### 短期大学部
- 医療技術短期大学部（2006年（平成18年）に廃止）

#### 附属機関
- 附置研究所
  - 低温科学研究所
  - 電子科学研究所
  - 遺伝子病制御研究所
  - 触媒科学研究所
  - 人獣共通感染症国際共同研究所

- 研究センター
  - スラブ・ユーラシア研究センター
  - 情報基盤センター

- 学内共同教育研究施設等
  - アイソトープ総合センター
  - 量子集積エレクトロニクス研究センター
  - 北方生物圏フィールド科学センター
    - 耕地圏ステーション植物園（北海道大学植物園）

  - 観光学高等研究センター
  - アイヌ・先住民研究センター（2007年（平成19年）4月開設[44]）
  - 社会科学実験研究センター
  - 環境健康科学研究教育センター
  - 北極域研究センター
  - 脳科学研究教育センター
  - 外国語教育センター
  - 数理・データサイエンス教育研究センター
  - 総合博物館
  - 大学文書館
  - 保健センター
  - 埋蔵文化財調査センター

- 産学・地域協働推進機構
- 創成研究機構
  - 研究部
  - グローバルファシリティセンター
  - 機器分析受託部門｜オープンファシリティ部門
  - 研究人材育成推進室 (L-Station)

- 高等教育推進機構
- アドミッションセンター
- サステイナブルキャンパスマネジメント本部
  - 有害廃液処理支援施設
- 国際連携機構
- 人材育成本部
  - 上級人材育成ステーション
  - S-cubic｜I-HoP｜Tenure-Track
  - 女性研究者支援室 (FResHU)
  - 連携型博士研究人材育成推進室 (COFRe)
- 科学技術コミュニケーター養成ユニット
- 北海道大学病院
- 附属図書館
- 植物園
- 大学力強化推進本部
- 動物病院
- 安全衛生本部
- フード＆メディカルイノベーション推進本部
- 情報環境推進本部
- 事務局

### 研究

#### 21世紀COEプログラム
21世紀COEプログラムの採択数は12件だった。
- 2002年
生命科学
バイオとナノを融合する新生命科学拠点
情報・電気・電子
知識メディアを基盤とする次世代ITの研究
人文科学
心の文化・生態学的基盤に関する研究拠点
学際・複合・新領域
生態地球圏システム劇変の予測と回避
- 2003年度
医学系
人獣共通感染症制圧のための研究開発
数学・物理学・地球科学
特異性から見た非線形構造の数学
機械・土木・建築・その他工学
流域圏の持続可能な水・廃棄物代謝システム
社会科学
新世代知的財産法政策学の国際拠点形成
学際・複合・新領域
新・自然史科学創成：自然界における多様性の起源と進化
スラブ・ユーラシア学の構築：中域圏の形成と地球化
- 2004年度
革新的な学術分野
トポロジー理工学の創成
海洋生命統御による食糧生産の革新－海の生物の高度で安全な活用を目指して

#### グローバルCOEプログラム
グローバルCOEプログラムの採択数は7件である。
- 2007年度
科学・材料化学
触媒が先導する物質科学イノベーション
情報・電気・電子
知の創出を支える次世代IT基盤拠点
人文科学
心の社会性に関する教育研究拠点
- 2008年度
医学系
人獣共通感染症国際共同教育研究拠点の創成
社会科学
多元分散型統御を目指す新世代法政策学
学際・複合・新領域
統合フィールド環境科学の教育研究拠点形成
- 2009年度
学際・複合・新領域
境界研究の拠点形成

## 学生生活

### 部活動
もともと課外活動に関する学生団体として札幌農学校時代に文武会が存在し、その後、予科の教官と学生の懇親と団結を目的とした桜星会が誕生した。これがスポーツ中心の活動となった組織が北海道大学体育会である。2018年7月30日時点公認の体育系団体は67団体（その内53団体が体育会に所属）あり、文科系団体は52団体がある。

#### 体育系団体
北海道大学の体育会団体の中には、他大学生の受け入れを認めている団体があるほか、近隣大学と合同練習する団体も見られる。
（2019年1月時点の公式サイト掲載団体）
- 合気会合気道部
- 武田流中村派合気道部
- アメリカンフットボール部
- アルティメットサークルPADDY
- 居合道部
- 応援吹奏団：体育会直轄部
- 応援団
- オリエンテーリングクラブ
- カヌー部
- 空手部
- カーリングサークル
- 弓道部
- 競技舞踏部
- 剣道部
- 日本拳法部
- 少林寺拳法部
- 航空部
- ゴルフ部
- サイクリングクラブ
- サッカー部
- 山岳部
- 自転車競技部
- 自動車部

- 柔道部
- 水泳部
- スカッシュラケットクラブ
- エレガントスキー部
- 基礎スキー部
- 競技スキー部
- 山スキー部
- スケート部
- スポーツチャンバラサークル翠剣会
- 相撲同好会
- 漕艇部
- 男子ソフトボール部
- 体操部
- 躰道部
- 卓球部
- チアリーダー部CADENDIA
- 硬式庭球部
- 軟式庭球部
- テコンドークラブ
- トライアスロン部ちゃらんけ
- ライダーズクラブHORIZON
- 馬術部
- 男子バスケットボール部

- 女子バスケットボール部
- バドミントン部
- 男子バレーボール部
- 女子バレーボール部
- ハンドボール部
- フェンシング部
- フットサル部Esperanza
- ボクシング部
- ボブスレー部
- 硬式野球部 - 2010年の大学選手権でベスト8。4年柳田悠岐擁する広島経済大を下し進出した準々決勝で八戸大に3-4（延長14回）で惜敗した。
- 準硬式野球部
- 軟式野球シーラカンス
- 洋弓部
- ヨット部
- ライフル射撃部
- 男子ラクロス部
- 女子ラクロス部
- ラグビー・フットボール部
- 陸上競技部
- 陸上ホッケー部
- ワンダーフォーゲル部

#### 文化系団体
上述の体育系団体と同様、文化系団体においても他大学生の在籍を認める団体が多く見受けられる。
- Hokkaido University Business Society「HUBS」
- アニメーション研究会
- 歩く会
- RPG研究会
- 囲碁部
- 映画研究会
- 英語研究会
- 北大エレクトーンサークル
- 合唱団
- カフェプロジェクト
- 奇術研究会
- キリスト教青年会
- クイズ研究会
- クラーク聖書研究会
- 軽音楽研究会
- ゲーム部
- 劇団しろちゃん
- 交響楽団
- 混声合唱団

- 裁判問題研究会
- The セツルメント
- 茶道研究会
- 自然に親しむ会「野客」
- 自然研究会
- 写真部
- ジャズ研究会
- シュマの会
- 手話サークル
- 将棋部
- 植物同好会
- 推理小説研究会
- 絶学会
- チルコロ・マンドリニスティコ「アウロラ」
- 鉄道研究会
- 天文同好会
- パイプオルガン研究会
- ピアノクラブ

- BIGBAND 北極
- 美術部黒百合会
- フォークソング研究会
- 仏教青年会
- ブルーグラス研究会
- 文芸部
- 邦楽研究会
- 北大金融研究会
- マイクロコンピュータ研究会
- 漫画イラスト研究会「SISYPHUS」
- 民謡研究会合唱団「わだち」
- 野鳥研究会
- ユースホステルクラブ
- YOSAKOIソーラン北海道大学“縁”
- 落語研究会
- リコーダーアンサンブル
- 連合吹奏楽団

#### その他団体
- 北海道大学大学祭全学実行委員会
- 人力飛行機製作サークルNorthern Wings
- フォーミュラSAE北海道チーム

### サークル活動
北海道大学は札幌駅徒歩圏内という立地条件に加えて、近隣に複数の大学が所在するという事情もあり、多くのサークルにおいて他大学生の受け入れを認めている。特に藤女子大学や北海道武蔵女子大学・短期大学の学生が多く在籍する傾向にある。
北海道大学では、ほとんどのサークルが常設の「部室」というものを与えられていない。このため、校内各所に設けられた会議室・サークル会館等の部屋を時間指定で借りて、活動を行う。常設の部室が無いため、備品も同じく各所に設けられたロッカー等に保管される。
文化系団体のYOSAKOIソーラン北海道大学"縁"はYOSAKOIソーラン祭りに北海道大学"縁"として出場。2009年から2016年まで8年連続でファイナル進出。2013年、2014年の2年連続で準YOSAKOIソーラン大賞を受賞。演舞の途中で男性陣が「赤いふんどし」になる。

### 大学祭
毎年6月上旬に北18条ロータリー（高等教育推進機構前）から農学部前までのメインストリートを使った「北大祭」が盛大に開催される。「北大祭」とは、期間中に開催される各祭りの集合体であり、主に学部・学科・ゼミを中心とする「学部祭」（例：獣医学部祭）、留学生を中心とする IFF (International Food Festival)、1年生やサークルを中心とする「楡陵祭」（ゆりょうさい）などによって構成されている。北大祭は日祝日にかけて行われるため訪れる観光客や市民も多い。このほか10月から11月にかけては恵迪寮祭も行われる。

## 大学関係者と組織

### 同窓会組織
北海道大学の卒業生が組織する各学部や地区別に存在していた同窓会をとりまとめるため、2004年4月に北海道大学連合同窓会が発足した。
2016年6月に大学、在学生との連携をさらに強化することを目的として連合同窓会は解散し、北海道大学校友会エルムが発足した。
以下は校友会エルムにおいて「基礎同窓会」と位置づけられている組織。

#### 学部・研究科同窓会
- 文学部同窓会
- 教育学部同窓会
- 法学部同窓会
- 経済学部同窓会
- 理学部同窓会
- 医学部同窓会
- 歯学部同窓会
- 薬学部同窓会
- 工学部同窓会
- 一般社団法人 札幌農学同窓会(農学部)
- 獣医学部同窓会
- 水産学部同窓会
- 国際広報メディア観光学院同窓会
- 医学部保健学科・北海道大学医療技術短期大学部同窓会
- 公共政策大学院同窓会
- 白揺会（北海道大学助産師学校(旧)の同窓会）
- 環境科学同窓会
- 北楡会(情報科学研究科の同窓会)
- 北海道大学大学院医理工学院同窓会

#### 学生寮同窓会
- 一般社団法人恵迪寮同窓会

#### 国内地区同窓会
- 北海道大学ほっかいどう同窓会
- 旭川北大同窓会
- 北海道大学函館同窓会
- 十勝エルム会
- 北海道大学秋田県同窓会
- 岩手北大会
- 北海道大学宮城県同窓会
- 北海道大学福島県同窓会
- 北海道大学茨城県同窓会
- 北大栃木エルム会
- 北海道大学東京同窓会
- 上毛エルム会
- 新潟エルム会
- 北海道大学関西同窓会
- 京都エルム会
- 鳥取県北大同窓会
- 岡山北大エルム会
- 広島エルム会
- 北海道大学同窓会香川支部
- 愛媛エルム会
- 北海道大学高知県同窓会
- 九州・山口北大エルム会
- 北海道大学同窓会佐賀県支部
- 北海道大学北楡会宮崎エルム会
- 北海道大学大分県同窓会
- 鹿児島エルム会

#### 海外地区同窓会
- 北海道大学中国同窓会
- 北海道大学台湾同窓会
- 北海道大学韓国同窓会
- ブラジル北海道大学同窓会
- 上海北大エルム会
- ジャカルタ同窓会
- 北海道大学タイ同窓会
- シンガポールエルム会
- ハノイエルム会
- 北海道大学バンコク同窓会
- マレーシア北大エルム会
- サハリン北海道大学校友会
- 北海道大学フィリピン同窓会
- サイゴンエルム会
- 香港エルム会
- 北海道大学インドネシア同窓会

#### 職域同窓会
- 食品産業エルム会

## 施設

### キャンパス

#### 札幌キャンパス
- 使用学部：全学部（水産学部は1-2年次）

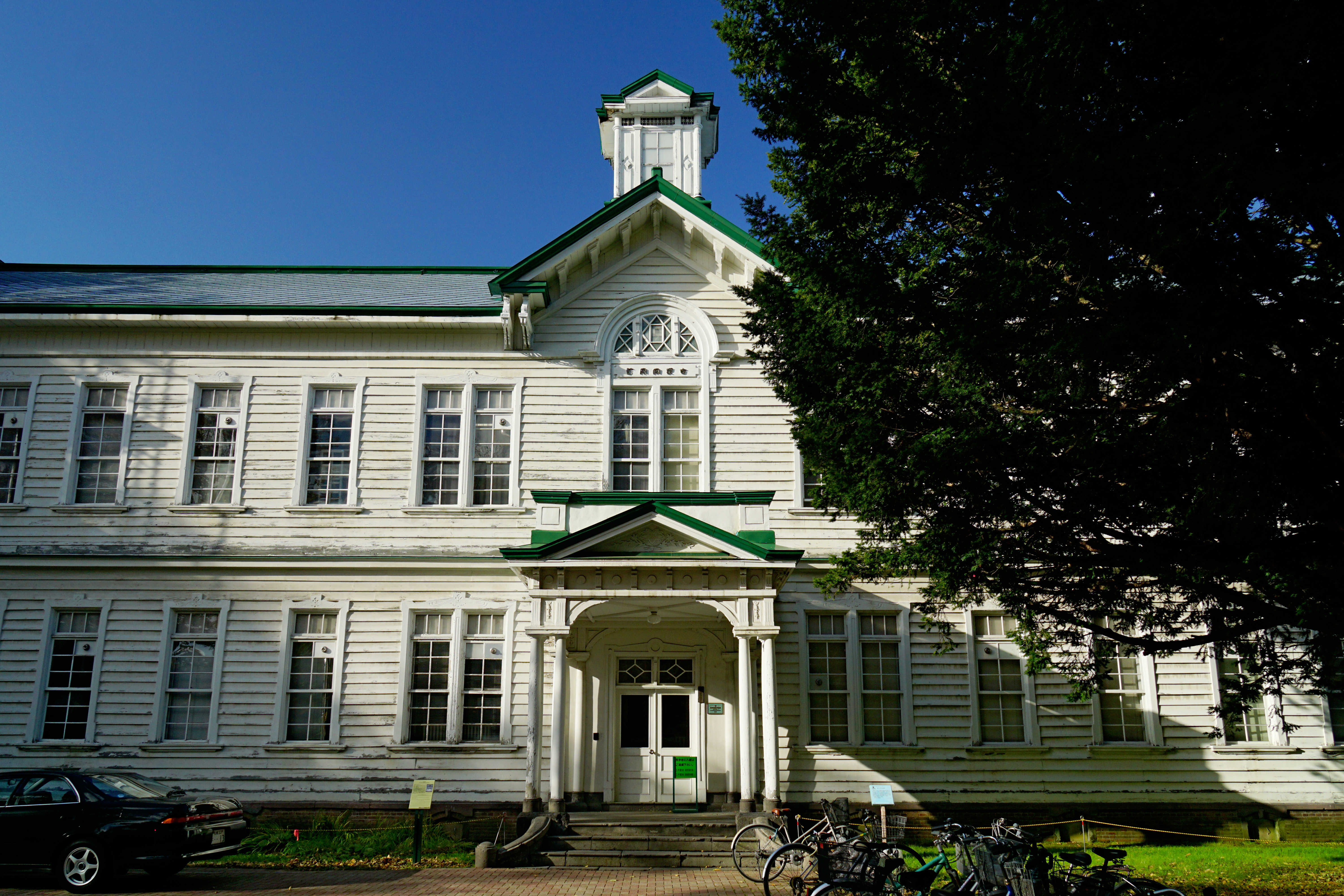
古河記念講堂

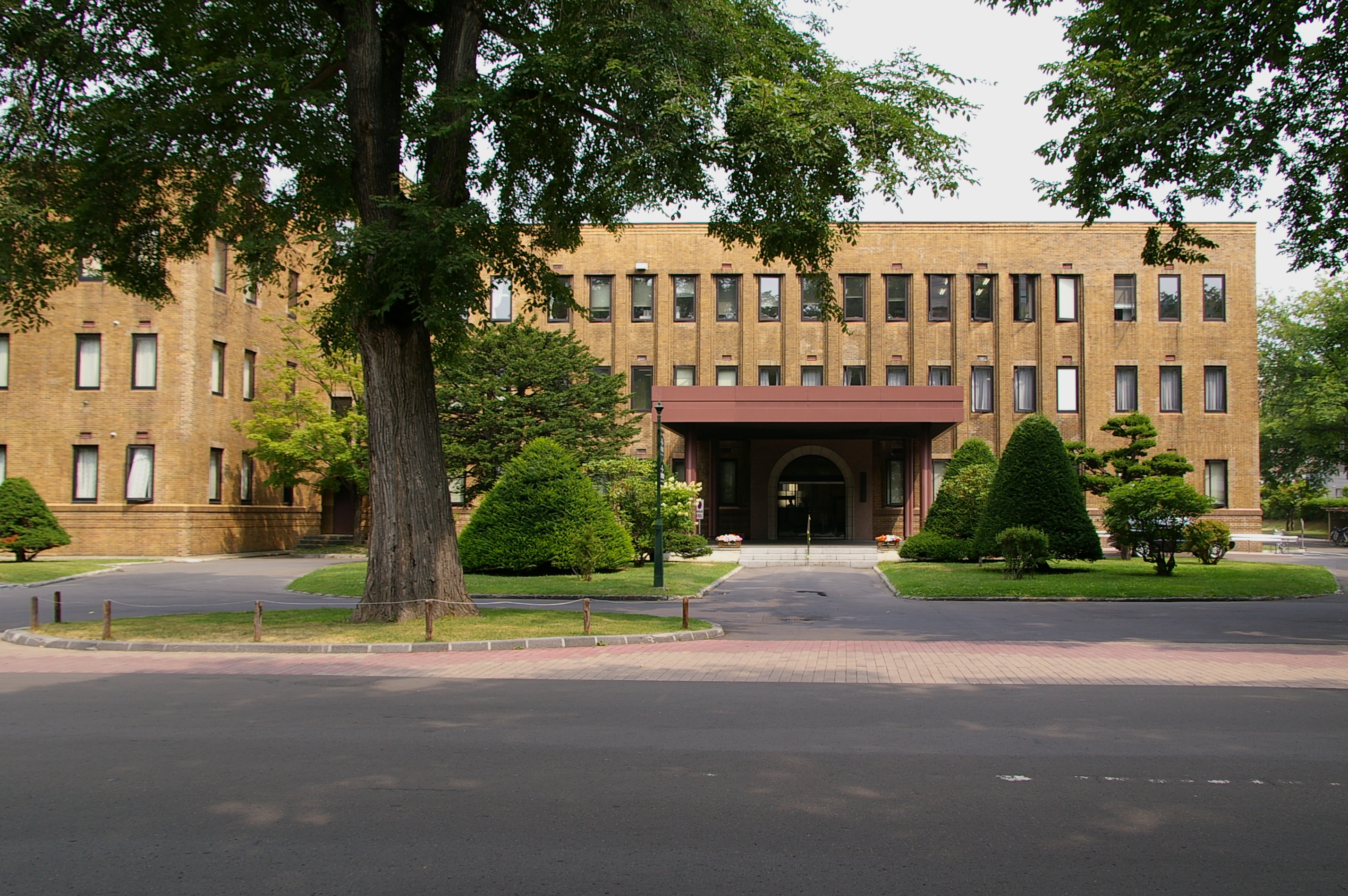
大学事務局

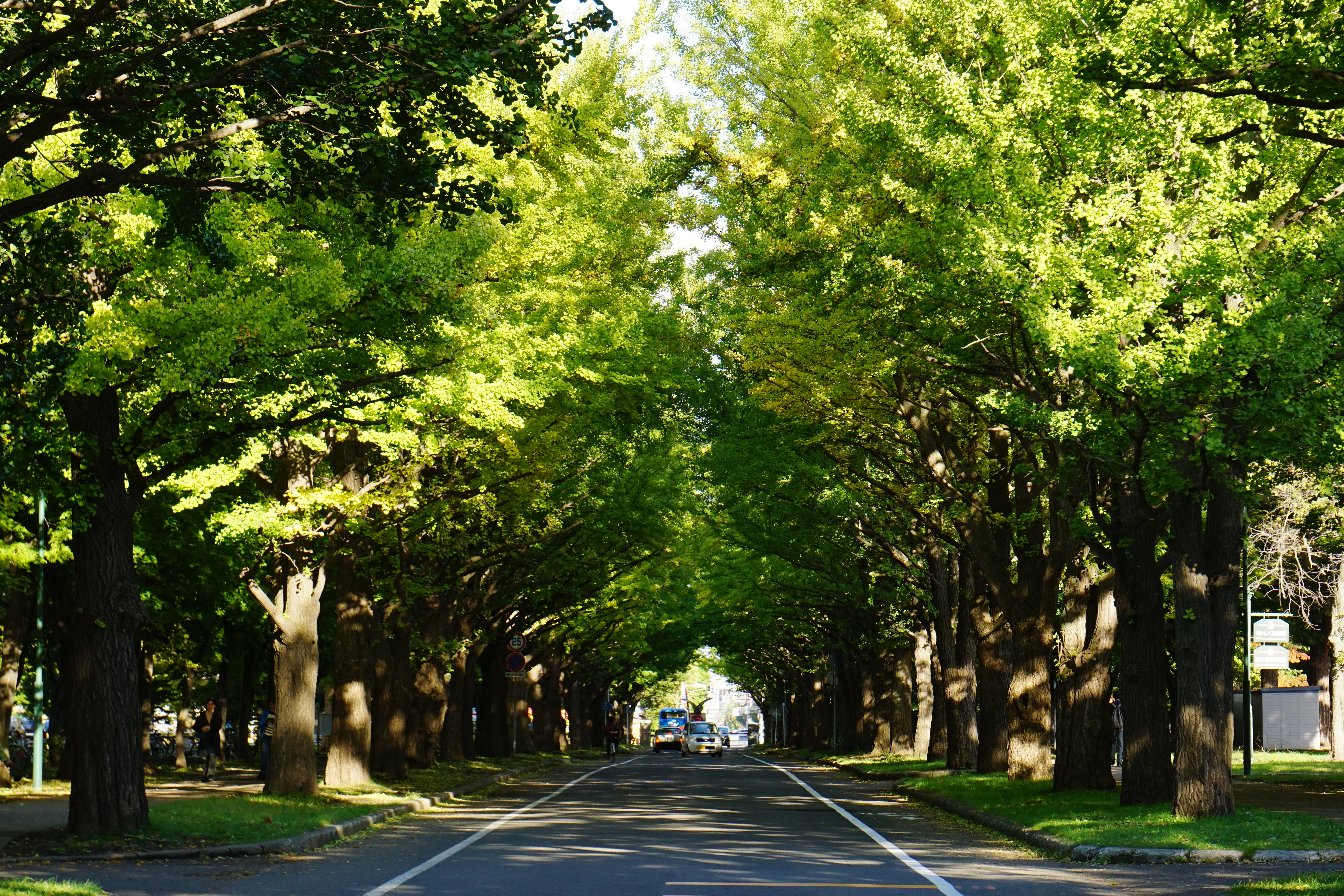
北大イチョウ並木

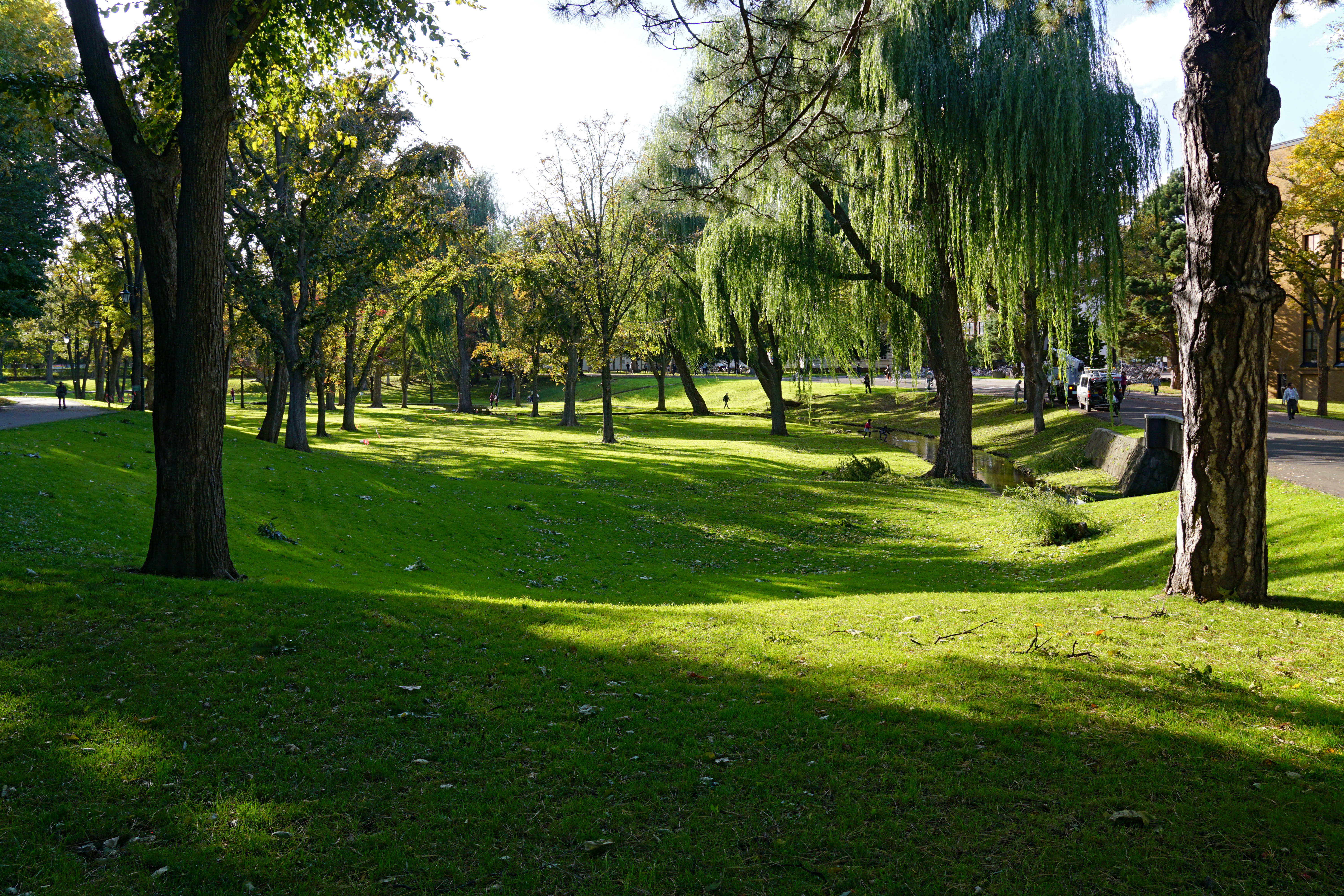
中央ローン

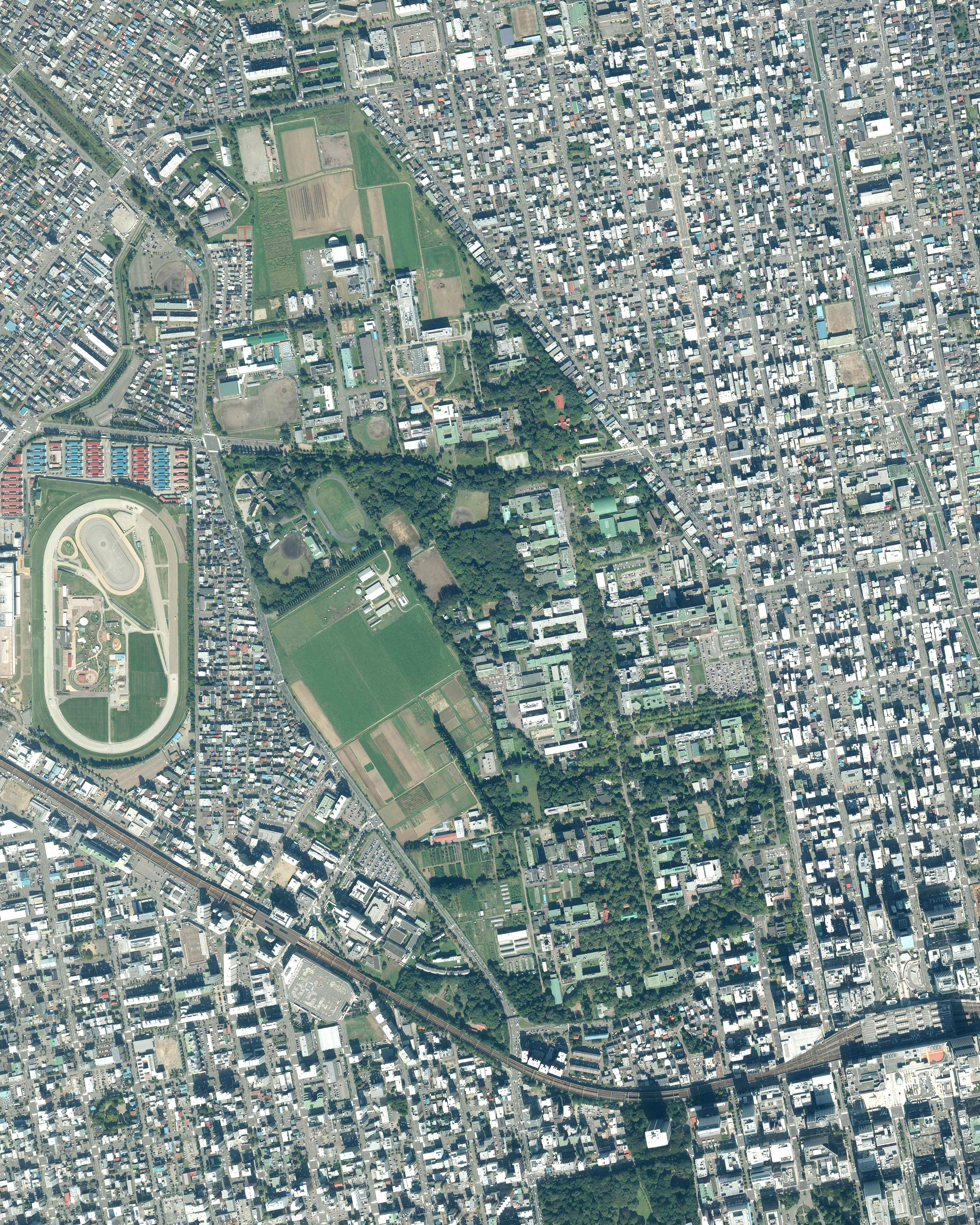
札幌キャンパス。2020年9月29日撮影の2枚を合成作成。

- 使用研究科：水産科学院・水産科学研究院以外の大学院全研究科
- 交通アクセス
  - 札幌駅・さっぽろ駅を利用する場合（正門）
    - 北口地下歩道12番出口より徒歩3分
    - 西口より徒歩5分
    - 西通り北口より徒歩7分

  - 地下鉄南北線を利用する場合
    - 北12条駅より徒歩4分（北13条門）
    - 北18条駅より徒歩7分（環状門・北18条門）
    - 北24条駅より徒歩13分（北20条東門）

大学内では通称「エルムの杜」とも呼ばれ、札幌市中心部に所在している。敷地面積は177万m2
キャンパス内は南北約1.5キロメートルのメインストリートの左右に各施設が並ぶ配置。キャンパスのすぐ東を南北に延びる札幌市営地下鉄南北線さっぽろ駅付近から北12条駅を抜け、北18条駅を過ぎる辺りまでキャンパスが広がっている。付属農場の部分も加えると、その北端は北24条駅の辺りにまで達する。目的の施設・学部・研究科などによって最寄駅は大きく異なる。札幌キャンパスの多くの施設では、住所に「番」および「号」が付与されていない全国的にも珍しい住所表記となっている。
札幌キャンパスでは通行車両を必要最小限に抑えるため「車両通行規制」が施行されており、観光・通り抜け・通学目的の車両入構禁止、最高速度25km/hなどの規制が敷かれている。キャンパスの西側（石山通・桑園地区）と東側（北大通・地下鉄南北線沿線）の往来は不便であったが、2001年（平成13年）にキャンパスの北部を東西に貫く地下道路トンネル「環状通エルムトンネル」が開通したことにより従来より利便性が向上した。
正門を入って北側の大学事務局（本部）は、北海道帝国大学予科時代に校舎として使用していた建物。西に進むと広い芝生の「中央ローン」がある。中央ローンを流れる小川はサクシュコトニ川で、現在は人工の川であるが、かつては鮭も遡上した天然河川であった。
中央ローンの北には、旧制東北帝国大学農科大学以来の木造の教室である「古河記念講堂」が残り、西には同じく明治建築の「旧昆虫学及養蚕学教室」と「旧札幌農学校図書館読書室・書庫」、南には「クラーク像」、その西には時計塔がある「農学部本館」と、北大の象徴が集まっている。メインストリート南端にあるクラーク会館は、国立大学初の学生会館である。「旧昆虫学及養蚕学教室」の北の広場は「エルムの森」と呼ばれ、その北に総合博物館がある。
絵はがきなどで有名なポプラ並木は、メインストリートから理学部と工学部の間を西側に入った農場近くにあり、約300 mの並木が続く。かねてより倒木の危険性があり、立ち入りは禁止されていたが、2004年（平成16年）9月の台風の影響で51本のうち27本が倒壊してしまった。その後、再生を目指して若木の植樹を行うなどして整備し、80 mほどまで散策可能となった。
理学部敷地内の旧理学部本館は1999年（平成11年）から北海道大学総合博物館となり、農学部など学内各学部に分散して管理されていた明治時代以来の各種学術資料の集中的な管理体制が構築されつつある。

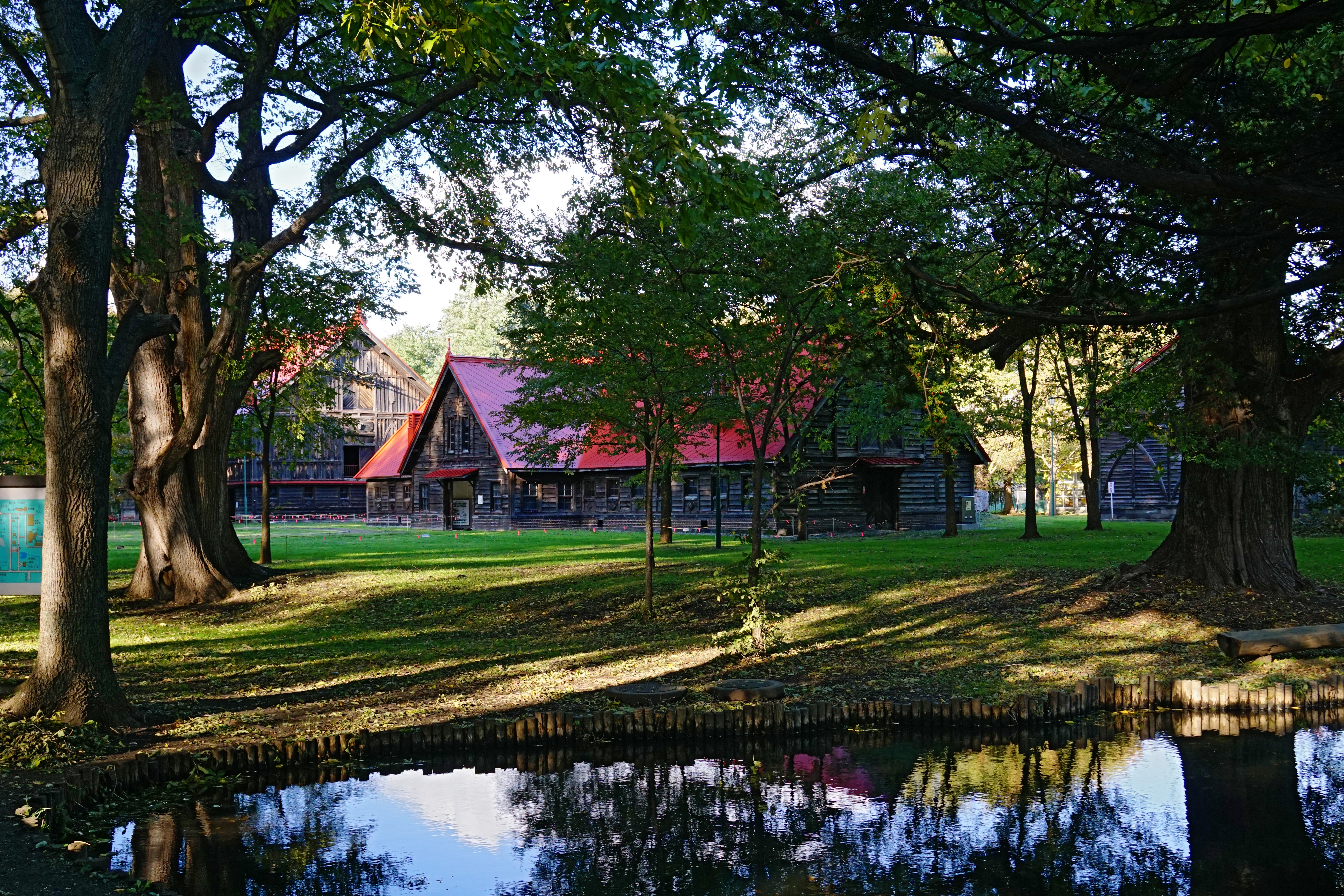
札幌農学校第2農場

札幌キャンパスは国指定重要文化財・登録有形文化財が複数登録されており、札幌市を代表する観光スポットの一つとして毎年多くの観光客が訪れている。
キャンパス北地区に位置する重要文化財・北海道遺産である札幌農学校第2農場はクラークの構想によるモデルバーン（模範家畜房）を中心にした明治期の建築物であり、現存する北大の建築物の中では最古である。旧校地である北1条西2丁目に、旧札幌農学校演武場（通称：札幌時計台）が保存されており、キャンパス移転前の趣が色濃く残されている。
正門近くの中央ローンに「クラーク像」（胸像）があるが、これは札幌市豊平区のさっぽろ羊ヶ丘展望台にある「丘の上のクラーク」（全身像）とは別物である。
キャンパスから少し離れた南側の北海道庁赤レンガ庁舎隣接地に北海道大学植物園（13万 m2）があり、こちらも観光客が多く訪れる。

#### 函館キャンパス
- 使用学部：水産学部（3-4年次）
- 使用研究科：水産科学院・水産科学研究院
- 交通アクセス
  - JR函館駅から函館バスに乗車、「北大裏」バス停下車
  - 市電五稜郭公園前電停から函館バスに乗車、「北大前」バス停下車

水産学部は札幌農学校水産学科として発足したが、1935年（昭和10年）に函館高等水産学校として函館に独立し、1949年（昭和24年）の新制大学制度の施行に伴い、函館水産専門学校は北海道大学に包括され、農学部水産学科と併せ水産学部となった。その経緯から現在でも水産学部のみ函館のキャンパスを使用しており、卒業式も同キャンパスで開催される。面積はおよそ89,000 m22006年度より共同研究を目的とした一部の研究室が札幌に移転（環境科学院へ）している場合もあり、各学部間との協力体制も見直されてきているため、一部の学生は函館に移行した後、再び札幌に戻るケースもでてきている。平成23年度より総合入試が導入されたため、従来は2年生後期に函館キャンパスに移行となっていたが、3年生前期からのキャンパス移行へと変更がなされている。したがって水産学部生の中には、最短で1年間だけ函館で生活し、4年生から札幌に戻る学生もいるため、慌ただしいキャンパスライフを送ることになる学生もいる。

#### その他
有珠火山観測所、厚岸臨海実験所（厚岸町）、静内研究牧場（新ひだか町）、生物生産研究農場余市果樹園（余市町）、洞爺臨湖実験所、各研究林など北海道内に20施設。山小屋はパラダイス・ヒュッテ、ヘルヴェチア・ヒュッテ、無意根小屋、奥手稲山の家、空沼小屋の5つを所有している。水産学部は1,300トン級の練習船「おしょろ丸」など船舶数隻を所有している。
北海道以外にも和歌山県古座川町に約429万 m2の研究林、東京都千代田区丸の内にある「サピアタワー」内（東京都港区の新高輪プリンスホテルから2007年3月に移転）に東京オフィスを持つ。日本国外にも韓国の首都ソウル、フィンランドの首都ヘルシンキ、アフリカ大陸にあるザンビアの首都ルサカの各地にオフィスも所有する。

### 寮
大学公式の寮として札幌キャンパスの大学敷地内に学部学生の男子および女子と男子大学院生、外国人男子留学生を対象とした「恵迪寮」（けいてきりょう）がある。札幌キャンパスには女子学生対象の「霜星寮」（そうせいりょう）と「北大インターナショナルハウス北23条2号棟」がある。函館キャンパスの水産学部・水産科学院生の男子および女子を対象とした「北晨寮」（ほくしんりょう）がある。
加えて、外国人学生向けの寮として「北大インターナショナルハウス北８条」「北大インターナショナルハウス北23条」「北大インターナショナルハウス伏見」がある。日本国外からの学生は原則、入国直後は寮に入寮する。期間は原則6か月間とされている。代々木ゼミナールの学生寮として使われていた建物を北海道大学が借り上げ、同様の趣旨で使用していた「北大インターナショナルハウス北８条東」は、契約期間満了のため2021年8月31日をもって閉寮した。

### 観光用施設
- インフォメーションセンター「エルムの森」（エルムの森ショップ、カフェdeごはん）[58]
- 北海道大学オリジナルショップ
- ミュージアムショップ「ぽとろ」
- ミュージアムカフェ「ぽらす」

## 対外関係

### 地方自治体との協定
年は締結時期を示す。
- 北海道
  - 岩見沢市（保健科学研究院、2017年）
  - 札幌市円山動物園（獣医学部、2017年）
  - 札幌市（災害時のペット保護など動物福祉に関する協定、2018年）[59]
  - 江別市（大学院医学研究科、2016年）
  - 農政部・水産林務部（農学院・農学部、2014年）
  - むかわ町穂別博物館（総合博物館、2014年）
  - 芽室町議会（公共政策学連携研究部、2012年）
  - 様似町（北方生物圏フィールド科学センター、2012年）
- 秋田県
  - 北秋田市（獣医学研究院・農学研究院、2017年）

### 他大学との協定
北海道大学では18か国48校の大学と大学間の留学協定を結んでいる。また海外に8箇所のオフィスを設け、留学希望者に対する情報提供と具体的な手続きのサポートを行う。インバウンドの留学希望者向けの広報と手続きの支援を行う事務所を韓国（ソウル）、中国（北京）、フィンランド（ヘルシンキ）、ザンビア共和国（ルサカ）に置く。これらと並行してリエゾンオフィスという連絡先を現地の大学構内に設けているのは、2017年（平成29年）5月よりタイ（カセサート大学カンペンセンキャンパス 農学研究院棟内）、2017年（平成29年）6月よりインドネシア（ボゴール農科大学ダルマガキャンパス内）、2018年（平成30年）3月よりフィリピン（フィリピン大学ディリマン校）および中国（中国科学院大学内）である。
学生交流協定を結ぶ海外の大学等174機関（約47カ国・地域）とは、本学の学生が誰でも志望できる「大学間協定大学」と、当該の部局の学生に限定される「部局間協定大学」からなっている。
2020年には法政大学との連携プロジェクトである「オンラインSDGs人材育成プログラム」をスタートした。対象は北海道大学および法政大学の学部生と院生である。

#### 外国人留学生数
外国人留学生（研究生・聴講学生等を除く）は、2022年（令和4年）5月1日時点で1,696人であり、うち女性は789人である。所属別留学生数を見ると、学部学生は183人（78人）、大学院学生のうち修士課程（博士前期）は712人（361人）、専門職学位課程は16人（7人）、博士課程（博士後期及び博士一貫）は785人（343人）である（カッコ内の人数は女性の内数）。
2022年度（5月1日時点）の国・地域別外国人留学生数 を見ると、出身の内訳は、中国が全体の6割にあたる1,232人、次いで韓国が107人と多く、アジアからの学生が全体の85.4%を占めている。そのほかヨーロッパからの学生が6.0%、アフリカからの学生が4.4%などとなっている。この年は、99の国・地域から2,024人の学生を受け入れている。

#### 留学協定提携先
アメリカ合衆国
- ポートランド州立大学
- マサチューセッツ大学
- アラスカ大学フェアバンクス校
- オハイオ州立大学
- ウィスコンシン大学マディソン校
- ハワイ大学
- オレゴン大学
- オクラホマ大学
- サンディエゴ州立大学
- ワシントン大学
- カリフォルニア大学デービス校（語学研修のみ）

 イギリス
- シェフィールド大学
- エディンバラ大学
- ウォーリック大学
- ニューカッスル大学 (イングランド)
- イーストアングリア大学
- アバディーン大学

中華人民共和国
- 北京大学
- 清華大学
- 武漢大学
- 上海交通大学
- 上海海洋大学
- 浙江大学
- 北京科技大学
- 南京大学
- 四川大学
- 復旦大学
- 蘭州大学
- 吉林大学
- 南開大学
- 西安交通大学
- 廈門大学
- 中国海洋大学

台湾
- 中央研究院
- 国立台湾大学
- 国立台湾師範大学
- 国立陽明交通大学
- 国立清華大学
- 国立成功大学
- 国立政治大学
- 国立中興大学
- 国立中正大学
- 国立台湾海洋大学
- 国立東華大学
- 台北医学大学
- 中国医薬大学
- 淡江大学
- 輔仁大学

大韓民国
- ソウル大学校
- 全北大学校
- 延世大学校
- 高麗大学校
- 嶺南大学校
- 釜慶大学校
- 忠南大学校
- 仁川大学校
- 江原大学校
- 韓京国立大学校
- 東義大学校
- 韓国海洋大学校
- 公州大学校
- ソウル市立大学校
- 韓国科学技術院
- 漢陽大学校
- 忠北大学校
- 成均館大学校

| インドネシア - パランカラヤ大学 スリランカ - - ペラデニヤ大学 タイ - アジア工科大学院 - マヒドン大学 カナダ - アルバータ大学 エストニア - タルトゥ大学 イタリア - トリノ工科大学 ポーランド - AGH科学技術大学 スウェーデン - スウェーデン王立工科大学 ドイツ - ルートヴィヒ・マクシミリアン大学ミュンヘン（ミュンヘン大学） - ブレーメン大学 - ミュンヘン工科大学 フランス - パリ政治学院 - レンヌ政治学院 - 機械航空高等国立大学 (ISAE-ENSMA) - パリ市立工業物理化学高等専門大学 - グルノーブル大学連合 フィンランド - ヘルシンキ大学 - ラップランド大学 - オウル大学 - アールト大学 - トゥルク大学 - 東フィンランド大学 スイス - ジュネーブ大学 - スイス連邦工科大学 セルビア - ベオグラード大学 ロシア - モスクワ国立大学 - サハリン国立総合大学 - 極東連邦大学 - イルクーツク国立大学 - 北東連邦大学 - サンクトペテルブルク大学 - 太平洋国立大学 ハンガリー - ブダペスト工科経済大学 カザフスタン - アルファラビ・カザフ国立大学 南アフリカ共和国 - ヨハネスブルグ大学 - ノースウェスト大学 - プレトリア大学 ザンビア - ザンビア大学 - カッパーベルト大学 オーストラリア - タスマニア大学 - オーストラリア国立大学 - ニューサウスウェールズ大学 - アデレード大学 - シドニー大学 - サンシャインコースト大学 - マードック大学 - メルボルン大学 ニュージーランド - オークランド大学 - オタゴ大学 |

## 附属学校
かつて、附属学校として北海道大学工業教員養成所という3年制の各種学校が存在した。現在は閉鎖されている。

## 評価

### 人事担当者からの評価
- 2021年に日本経済新聞社と日経HRが実施した、「企業の人事担当者からみたイメージ調査」[70]（全上場企業と一部有力未上場企業4,850社の人事担当者を対象に、2019年4月から2021年3月までの間に採用した学生から見た大学のイメージなどを聞いた調査）において、北海道大学は、「全国総合」で788大学[71]中、第1位[70]にランキングされた。

### 国際評価機構からの評価
- 2015年、ロイターは「世界で最も革新的な大学（The world’s most innovative universities）トップ100」を発表し、98位とした[72]。
- 2021年の世界大学学術ランキングでは、国際順位150-200位の間、日本においては5-7位[73]にランキングされた[74]。
- THE世界大学ランキング2021年度では、日本の大学ランキング[75]で第6位[76]にランキングされた。
- 2022年のQS世界大学ランキングでは、日本の大学ランキングで第8位[77]にランキングされた[78]。
- 2022年4月28日、高等教育専門誌『タイムズ・ハイアー・エデュケーション』の THEインパクトランキング2022 にて、総合ランキング世界 10位（国内 1位）、「飢餓」をなくす取り組みを評価する「SDG2 飢餓部門」にて、世界1位と評価した[79][80]。

### 関係者の評価
卒業生
- 新渡戸稲造（国際連盟事務次長）
- 伊福部昭（作曲家）
- 三浦雄一郎（スキー選手・登山家、日本プロスキー連盟会長）
- 八木義徳（小説家）
- 加藤幸子（小説家）
- 鈴木章（化学者）
- 毛利衛（宇宙飛行士）

関係者
- 根岸英一（化学者）：触媒科学研究所の特別教授
- ベンジャミン・リスト（有機化学者）：化学反応創成研究拠点主任研究者

その他、観光客・外部企業の評価
- 芥川龍之介：北海道大学の植物園の評価として「あの植物園全体へどろりとマヨネーズをかけてしまへ」と食欲をあらわにしていた[81][82]。
- 洋菓子店きのとや：「北海道ミルククッキー札幌農学校」という菓子をブランド化して販売[83]。